# Liste der technischen Denkmale in Leipzig (A–O)
Die Liste der technischen Denkmale in Leipzig enthält die Technischen Denkmale in Leipzig. Sie ist unterteilt in die Liste der technischen Denkmale in Leipzig (A–O) – sie umfasst die Ortsteile von Althen-Kleinpösna bis Neustadt-Neuschönefeld – und in die Liste der technischen Denkmale in Leipzig (P–Z), die die Ortsteile von Paunsdorf bis Zentrum-West umfasst.
Diese Liste ist eine Teilliste der Liste der Kulturdenkmale in Sachsen.

## Legende
- Bild: Bild des Kulturdenkmals, ggf. zusätzlich mit einem Link zu weiteren Fotos des Kulturdenkmals im Medienarchiv Wikimedia Commons. Wenn man auf das Kamerasymbol klickt, können Fotos zu Kulturdenkmalen aus dieser Liste hochgeladen werden:
- Bezeichnung: Denkmalgeschützte Objekte und ggf. Bauwerksname des Kulturdenkmals
- Lage: Straßenname und Hausnummer oder Flurstücknummer des Kulturdenkmals. Die Grundsortierung der Liste erfolgt nach dieser Adresse. Der Link (Karte) führt zu verschiedenen Kartendiensten mit der Position des Kulturdenkmals. Fehlt dieser Link, wurden die Koordinaten noch nicht eingetragen. Sind diese bekannt, können sie über ein Tool mit einer Kartenansicht einfach nachgetragen werden. In dieser Kartenansicht sind Kulturdenkmale ohne Koordinaten mit einem roten bzw. orangen Marker dargestellt und können durch Verschieben auf die richtige Position in der Karte mit Koordinaten versehen werden. Kulturdenkmale ohne Bild sind an einem blauen bzw. roten Marker erkennbar.
- Datierung: Baubeginn, Fertigstellung, Datum der Erstnennung oder grobe zeitliche Einordnung entsprechend des Eintrags in der sächsischen Denkmaldatenbank
- Beschreibung: Kurzcharakteristik des Kulturdenkmals entsprechend des Eintrags in der sächsischen Denkmaldatenbank, ggf. ergänzt durch die dort nur selten veröffentlichten Erfassungstexte oder zusätzliche Informationen
- ID: Vom Landesamt für Denkmalpflege Sachsen vergebene, das Kulturdenkmal eindeutig identifizierende Objekt-Nummer. Der Link führt zum PDF-Denkmaldokument des Landesamtes für Denkmalpflege Sachsen. Bei ehemaligen Kulturdenkmalen können die Objektnummern unbekannt sein und deshalb fehlen bzw. die Links von aus der Datenbank entfernten Objektnummern ins Leere führen. Ein ggf. vorhandenes Icon  führt zu den Angaben des Kulturdenkmals bei Wikidata.

## Leipzig, Stadt
| Bild                                    | Bezeichnung | Lage                                                           | Datierung | Beschreibung | ID       |
| --------------------------------------- | --- | -------------------------------------------------------------- | --- | --- | -------- |
| Weitere Bilder                          | Handschwengelpumpen in Leipzig (Sachgesamtheit) | (Karte)                                                        | meist nach 1900 (Handschwengelpumpe) | Sachgesamtheit sämtlicher erhaltenen Standorte historischer Handschwengelpumpen jeweils mit Brunnenschacht und Abdeckplatte sowie den erhaltenen Pumpenkörpern im Stadtgebiet Leipzig; vorwiegend der Typen Gotik, Kleiner Löwe, Großer Löwe, Delphin und Vogelkäfig (alle Einzeldenkmale), ehemals 282 Standorte zur Wasserversorgung von Gespannpferden sowie Kleintieren, ortsgeschichtlich von Bedeutung als Zeugnis der Stadtentwicklung. Siehe auch: Liste der Handschwengelpumpen in Leipzig | 09300441 |
| Weitere Bilder                          | Autobahnbrücke | Althen-Kleinpösna                                              | 1938–1939 (Autobahnbrücke) | Autobahnbrücke über die A 14; technik- und verkehrsgeschichtlich von besonderer Bedeutung als eines der wenigen weitgehend original erhaltenen Brückenbauwerke der Reichsautobahnen, Seltenheitswert | 08970287 |
|                                         | Autobahnbrücke | Althen-Kleinpösna                                              | 1938–1939 (Autobahnbrücke) | Autobahnbrücke über die A 14; technik- und verkehrsgeschichtlich von besonderer Bedeutung als eines der wenigen weitgehend original erhaltenen Brückenbauwerke der Reichsautobahnen, Seltenheitswert | 08970296 |
|                                         | Autobahnbrücke | Althen-Kleinpösna                                              | 1938–1939 (Autobahnbrücke) | Autobahnbrücke über die A 14; Balkenbrücke mit Mittelstütze, technik- und verkehrsgeschichtlich von besonderer Bedeutung als eines der wenigen weitgehend original erhaltenen Brückenbauwerke der Reichsautobahnen, Seltenheitswert | 08970308 |
|                                         | Gebäude der ehemaligen Rauchwaren-Färberei A. Herzog                                                                                               | Altlindenau (Karte)                                            | 1872 (Fabrik); 1873 (Fabrik); 1921–1922 (Pförtnerhaus); 1879 (Nebengebäude); 1904–1905 (flußseitige Fassade) | Fabrikareal mit Pförtnerhaus und Fabrikgebäude (Nr. 26), Nebengebäude mit Schornstein (Nr. 28), flussseitiger Mauer des ehemaligen zum Kesselhaus gehörenden Maschinenraums sowie gewässerseitige Fabrikfassade (Nr. 24–28); Fabrikareal an der Kleinen Luppe gelegen, teilweise Ziegelbauten, zum Teil in Fachwerkbauweise, ortsgeschichtlich und industriegeschichtlich von Bedeutung. Siehe auch: Rauchwarenhandelszentrum Leipziger Brühl | 09299081 |
|                                         | Leipziger Trikotagenfabrik (ehem.) | Altlindenau, Lützner Straße 102 und Demmeringstraße 71 (Karte) | um 1895 (Fabrik) | Fabrikgebäude in offener Bebauung; U-förmige Anlage, Klinkerfassade, ortsgeschichtlich von Bedeutung | 09261606 |
| Weitere Bilder                          | Leipziger Verkehrsbetriebe; Straßenbahnhof Angerbrücke                                                                                             | Altlindenau (Karte)                                            | 1924–1925 (Straßenbahnhof); 1924–1925 (Verwaltungsgebäude) | Straßenbahnhof mit Wagenhalle, Verwaltungsgebäude und Nebengebäude; Wagenhalle mit 23 Gleisen, dreistöckiges Verwaltungsgebäude mit Dienstwohnungen, Nebengebäude mit Versammlungssaal, technikgeschichtlich und baugeschichtlich von Bedeutung | 09261424 |
| Weitere Bilder                          | Westbad | Altlindenau, Marktstraße 2–6 und Odermannstraße 15/17 (Karte)  | 1928–1930 (Hallenbad) | Hallenbad in geschlossener Bebauung; Klinkerfassade mit Turm, einzigartiger Schwimmhallenbau im Stil des Neuen Bauens, Architekt: Stadtbaurat Hubert Ritter, ortsgeschichtlich und baugeschichtlich von Bedeutung | 09261639 |
|                                         | Wohnhaus in offener Bebauung sowie Gewürzmühle und ehemaliges Pferdestallgebäude, Hofpflasterung und Pflasterung der Straßenzufahrt                | Altlindenau (Karte)                                            | 1864 (Wohnhaus) | Wohnhaus schlichter Putzbau, Nebengebäude in Ziegelbauweise, ortsgeschichtlich und wissenschaftlich von Bedeutung | 09292333 |
| Weitere Bilder                          | Fabrik- und Lagergebäude mit zwei Kühlhäusern, Verwaltungsanbau, Schornstein, Kessel- und Maschinenhaus                                            | Anger-Crottendorf (Karte)                                      | 1898–1908 (Fabrikanlage) | ehemals zur Linde´s Eismaschinen Aktiengesellschaft gehöriges Werk, Zeugnis der frühen Kühlhausnutzung nach dem Patent von Carl von Linde in Leipzig, industriegeschichtlich und technikgeschichtlich bedeutend | 09294783 |
| Weitere Bilder                          | Eisenbahnbrücke | Anger-Crottendorf, Theodor-Neubauer-Straße (Karte)             | 1904 (Eisenbahnbrücke) | Eisenbahnbrücke über die Theodor-Neubauer-Straße; Strecken 6371 Abzw Leipzig Anger – Abzw Leipzig-Heiterblick (km 2,485) und LESt/6375 Le-Engelsdorf – Le-Stötteritz; Gesamtlänge 23,00 m; max. Stützweite 20,25 m; lichte Weite 17,80 m; Eisenbahnbrücke am Feldweg Nr. 1; seit 2013 durch ein Beton-Rahmenbauwerk ersetzt. | 09261093 |
| Weitere Bilder                          | Eisenbahnbrücke | Anger-Crottendorf, Zweinaundorfer Straße (Karte)               | 1905 (Eisenbahnbrücke) | Eisenbahnbrücke über die Zweinaundorfer Straße; Eisenbrücke auf Kunststeinsockel, neben Haus Nr. 61 (Strecke 6361 Leipzig Hbf–Leipzig-Connewitz, km 4,916) | 09264507 |
| Weitere Bilder                          | Eisenbahnbrücke | Anger-Crottendorf, Zweinaundorfer Straße (Karte)               | 1900 (Eisenbahnbrücke) | Eisenbahnbrücke über die Zweinaundorfer Straße, Strecke LESt/6375 Le-Engelsdorf – Le-Stötteritz sowie Gehwegpflaster vor der Ecke Herrnhuter Straße 2; Vollwandträgerbrücke mit Bettung, baugeschichtlich von Bedeutung, 2020–2023 Ersatz durch Betonbauwerk | 09264506 |
|                                         | Transformatorenturm | Baalsdorf (Karte)                                              | 1910 (Transformatorenturm) | mit tief gezogenem Mansarddach, Biberschwanzdeckung, straßenbildprägendes technisches Denkmal, Bedeutung für die Ortsgeschichte | 08970448 |
|                                         | Wasserturm Böhlitz-Ehrenberg | Böhlitz-Ehrenberg (Karte)                                      | bezeichnet 1912 (Wasserturm) | Wasserturm in Ecklage; Hängebodenbehälter, ortsbildprägendes technisches Denkmal | 09258752 |
|                                         | Chemische Fabriken Plagwitz-Zerbst | Böhlitz-Ehrenberg (Karte)                                      | 1913–1915 (Pförtnerhaus) | Pförtnerwohnhaus mit Garagenanbau und Nebengebäude (Salzlager) an der Lise-Meitner-Straße; Putzfassade, dazugehörig Kontorvilla Lise-Meitner-Straße 1 | 09302596 |
|                                         | Wasserwerk Böhlitz-Ehrenberg | Böhlitz-Ehrenberg (Karte)                                      | um 1912, Pumpenhaus (Wasserwerk) | Wohnhaus, ehemaliges Pumpenhaus und Nebengebäude sowie Einfriedung des alten Wasserwerkes; alle Gebäude verputzt mit Fachwerk im Dachgeschoss, ein mit vielen originalen Details überkommener Gebäudekomplex von ortsgeschichtlicher Bedeutung | 09258129 |
|                                         | Deutsche Kugellagerfabrik; Kugel- und Rollenlagerwerk Leipzig                                                                                      | Böhlitz-Ehrenberg (Karte)                                      | 1935–1936 (Pförtnerwohnhaus); 1935–1936 (Schleiferei/Maschinensaal); 1938–1939 (Dreherei und Bürogebäude); 1938–1939 (Stahllager); 1938–1939 (Härterei)                                                               | Fabrikgelände in Ecklage mit Verwaltungsbau, Transformatorenhaus, Kesselhaus mit Schornstein und Produktionsgebäuden (Dreherei, Härterei, Schleiferei, ehem. Stahllager) und Bänke des Pausenbereiches der 1950er Jahre, ehemals auch Pförtnerwohnhaus und ehemaliges Kameradschaftshaus mit Kultursaalaufbau (Klinkerfassaden); eindrucksvoll erhaltener Gesamtkomplex und seltenes Zeugnis der Architektur der 1930er Jahre | 09302593 |
|                                         | Transformatorenhaus | Böhlitz-Ehrenberg (Karte)                                      | um 1910 (Transformatorenstation) | mit Putzfassade und Pyramidendach, Geschichtszeugnis, Technisches Denkmal | 09300286 |
| Weitere Bilder                          | Pianofabrik (ehem.) | Böhlitz-Ehrenberg (Karte)                                      | 1906–1910 (Fabrik) | Fabrik; ehemaliges Stammhaus der »Leipziger Pianoforte-Fabrik«, sehr markante Industriearchitektur mit künstlerischem und architekturhistorischem Wert, überregionaler Geschichts- und Erinnerungswert, siehe auch Ludwig Hupfeld | 09258841 |
|                                         | Deutsche Bahn AG; Eisenbahnbrücke | Burghausen-Rückmarsdorf (Karte)                                | um 1936 (Eisenbahnbrücke) | Eisenbahnbrücke am Bahnhof Rückmarsdorf; Technisches Denkmal, bedeutendes Zeugnis der Ortsentwicklung, überführt die Bahnstrecke Leipzig–Großkorbetha über den Elster-Saale-Kanal | 09259269 |
| Weitere Bilder                          | Elster-Saale-Kanal (Sachgesamtheit) | Burghausen-Rückmarsdorf (Karte)                                | ab 1933 (Kanal) | Sachgesamtheit Elster-Saale-Kanal mit zahlreichen Brücken und technischen Sonderbauten in zwei Teilabschnitten in Leipzig und in Schkeuditz, davon im Teilabschnitt Leipzig, Stadt, OT Burghausen-Rückmarsdorf folgende Einzeldenkmale: Kanalwärterhaus mit benachbartem Überlaufwerk und den beiden Sperrtürmen zwischen Burghausen und Dölzig (siehe Einzeldenkmalliste Obj. 09259326, Am Sperrtor 1), Überführungsbauwerk, bestehend aus drei Brücken, je eine für Eisenbahn und Landstraße zur Überbrückung des Kanals und eine Straßenbrücke über die Eisenbahn (siehe Einzeldenkmalliste Obj. 09259330, Merseburger Straße), Straßenbrücke über den Elster-Saale-Kanal (siehe Einzeldenkmalliste Obj. 09259209, Miltitzer Straße) und Straßenbrücke über den Elster-Saale-Kanal (siehe Einzeldenkmalliste Obj. 09259218, Richard-Leisebein-Straße), davon im Teilabschnitt Schkeuditz, Stadt, OT Dölzig ein Sachgesamtheitsbestandteil (siehe Sachgesamtheitsliste Obj. 09303057, ohne Anschrift), der Kanal zwischen Leipzig, Lindenauer Hafen und Grenze nach Sachsen-Anhalt ist Sachgesamtheitsteil; Technisches Denkmal von überregionalem Interesse, Seltenheitswert, Dokumentationswert, Geschichtswert | 09259222 |
|                                         | Überlaufwerk; Elster-Saale-Kanal (Sachgesamtheit)                                                                                                  | Burghausen-Rückmarsdorf                                        | 1936 (Kanal) | Einzeldenkmale der Sachgesamtheit Elster-Saale-Kanal (Teilabschnitt Leipzig, Stadt, OT Burghausen-Rückmarsdorf): Kanalwärterhaus mit benachbartem Überlaufwerk und den beiden Sperrtürmen zwischen Burghausen und Dölzig (siehe auch Sachgesamtheitsliste, OT Burghausen-Rückmarsdorf Obj. 09259222); Technisches Denkmal mit überregionaler Bedeutung | 09259326 |
| Weitere Bilder                          | Elster-Saale-Kanal (Sachgesamtheit) | Burghausen-Rückmarsdorf                                        | 1936–1937 (Straßenbrücke) | Einzeldenkmale der Sachgesamtheit Elster-Saale-Kanal (Teilabschnitt Leipzig, Stadt, OT Burghausen-Rückmarsdorf): Überführungsbauwerk, bestehend aus drei Brücken, je eine für Eisenbahn und Bundesstraße 181 zur Überbrückung des Kanals und eine Straßenbrücke über die Eisenbahn (siehe auch Sachgesamtheitsliste, OT Burghausen-Rückmarsdorf Obj. 09259222); Technisches Denkmal mit überregionaler Bedeutung | 09259330 |
|                                         | Elster-Saale-Kanal (Sachgesamtheit) | Burghausen-Rückmarsdorf                                        | um 1936 (Straßenbrücke) | Einzeldenkmal der Sachgesamtheit Elster-Saale-Kanal (Teilabschnitt Leipzig, Stadt, OT Burghausen-Rückmarsdorf): Straßenbrücke über den Elster-Saale-Kanal (siehe auch Sachgesamtheitsliste, OT Burghausen-Rückmarsdorf Obj. 09259222); Technisches Denkmal mit überregionaler Bedeutung | 09259209 |
|                                         | Elster-Saale-Kanal (Sachgesamtheit) | Burghausen-Rückmarsdorf                                        | um 1936 (Straßenbrücke) | Einzeldenkmal der Sachgesamtheit Elster-Saale-Kanal (Teilabschnitt Leipzig, Stadt, OT Burghausen-Rückmarsdorf): Straßenbrücke über den Elster-Saale-Kanal (siehe auch Sachgesamtheitsliste, OT Burghausen-Rückmarsdorf Obj. 09259222); Technisches Denkmal mit überregionaler Bedeutung | 09259218 |
|                                         | Transformatorenhaus in Lage hinter dem Rückmarsdorfer Rathaus                                                                                      | Burghausen-Rückmarsdorf (Karte)                                | 1930–1931 (Transformatorenstation) | Putzfassade mit Klinkergliederung, Technisches Denkmal der Ortsentwicklung | 09303243 |
| Weitere Bilder                          | Sachgesamtheit Königlich-Sächsische Triangulirung („Europäische Gradmessung im Königreich Sachsen“); Station 112 Wachberg                          | Burghausen-Rückmarsdorf (Karte)                                | bezeichnet 1865 (Triangulationssäule) | Triangulationssäule; Station 2. Ordnung, bedeutendes Zeugnis der Geodäsie des 19. Jahrhunderts, vermessungsgeschichtlich von Bedeutung | 09259235 |
| Weitere Bilder                          | Wasserturm Rückmarsdorf | Burghausen-Rückmarsdorf (Karte)                                | 1913–1915 (Wasserturm) | Wasserturm; Technisches Denkmal und Wahrzeichen von Rückmarsdorf, hoher baugeschichtlicher Wert | 09259233 |
| Direkt Bild zu diesem Denkmal hochladen | Acht Grenzsteine (vorbehaltlich weiterer noch aufzufindender) im Connewitzer Holz (Grenzgebiet zwischen Probstei und Ratsholz)                     | Connewitz (Karte)                                              | bezeichnet 1535 (Grenzstein); bezeichnet 1705 (Grenzstein) | sechs mit Stadtwappen und Bezeichnung 1705, einer mit Stadtwappen und Bezeichnung 1535, einer im Boden versunken, regionalgeschichtlich von Bedeutung | 09296653 |
| Weitere Bilder                          | Batschke-Floßgraben; Elsterfloßgraben (Sachgesamtheit)                                                                                             | Connewitz (Karte)                                              | 1608–1610 (Floßgraben) | Sachgesamtheitsbestandteil der Sachgesamtheit Elsterfloßgraben: Floßgraben (siehe auch Sachgesamtheitsliste, Obj. 09304747); künstlich angelegter, der Landschaftsform angepasster Floßgraben mit Anfangsstück (sogenannte Batschke) auf Markkleeberger bzw. Zwenkauer Gebiet, im Connewitzer Holz (südlicher Auewald) in die Pleiße mündend, regionalgeschichtlich und technikgeschichtlich von Bedeutung | 09296651 |
| Weitere Bilder                          | Mühlpleiße; Pleißemühlgraben | Connewitz (Karte)                                              | Mitte 13. Jahrhundert (Mühlgraben) | Mühlgraben; künstlich angelegter, der Landschaftsform angepasster Mühlgraben, in Markkleeberg von der Pleiße abzweigend, nach Verlauf durch Dölitz-Dösen, Lößnig und Connewitz im Connewitzer Holz wieder in die Pleiße mündend, ortsgeschichtlich und technikgeschichtlich von Bedeutung | 09296200 |
| Weitere Bilder                          | Deutsche Bahn AG; Elsterflutbett-Brücke | Connewitz (Karte)                                              | 1939 (Eisenbahnbrücke) | Eisenbahnbrücke über das Obere Elsterflutbett mit 115,75 m Länge; stählerne Trogbrücke als Durchlaufträger über vier Öffnungen, Technisches Denkmal, Seltenheitswert | 09294387 |
|                                         | Fabrik für Buchdruckereimaschinen G. E. Reinhardt (ehem.); später VEB Fahrzeuggetriebewerke »Joliot Curie« (ehem.)                                 | Connewitz (Karte)                                              | 1899 (Fabrik); 1924–1926 (Verwaltungsgebäude); 1910–1911 (Kessel- und Maschinenhaus); 1899 (dreigesch.); 1938 (Gebäude an der Scheffelstr.)                                                                           | Verwaltungsgebäude (mit drei Fassadenfiguren) und Fabrikhalle sowie rückwärtig daran anstoßende Fabrikhallen bis zur Scheffelstraße sowie Toreinfahrt zur Arno-Nitzsche-Straße; Verwaltungsgebäude vertikalgegliederter Putzbau mit Natursteingliederungen und drei überlebensgroße Fassadenfiguren aus Muschelkalk (Merkur, Gutenberg und Arbeiter mit Zirkel und Zahnkranz), Hofgebäude in Ziegelbauweise, teilweise seit 2002 unter Arthur-Hoffmann-Straße 175, ortsgeschichtlich und baugeschichtlich von Bedeutung | 09296480 |
|                                         | Städtisches Elektrizitätswerk II, Unterwerk Süden II (ehem.); Westsächsische Energie-Aktiengesellschaft                                            | Connewitz (Karte)                                              | 1909–1910 (Umspannwerk) | Akkumulatorenhaus mit rückseitig anstoßender niedriger Maschinenhalle und Einfriedung, Verwaltungsgebäude und Beamtenwohnhaus (s. Ecksteinstraße 40) | 09296358 |
|                                         | Bronzewarenfabrik Arthur Körner; heute Diskothek ZORO                                                                                              | Connewitz (Karte)                                              | 1912–1913 (Wohn- und Geschäftshaus) | Wohn- und Geschäftshaus in geschlossener Bebauung sowie Hinterhaus, Fabrikgebäude und ehemaliger Pferdestall; Vorderhaus mit Tordurchfahrt und Laden, Reformstil-Architektur, baugeschichtlich und ortsgeschichtlich von Bedeutung | 09295984 |
|                                         | LVB; Leipziger Elektrische Straßenbahn, Depotanlage Connewitz                                                                                      | Connewitz (Karte)                                              | 1912 (Straßenbahndepot) | Straßenbahndepot mit Verwaltungsgebäude (Zwenkauer Straße 44) sowie Wagenhalle (Bornaische Straße 55); ortsgeschichtlich und technikgeschichtlich von Bedeutung | 09295944 |
| Weitere Bilder                          | Deutsche Bahn AG; Bahnhof Leipzig-Connewitz | Connewitz (Karte)                                              | 1888 (Empfangsgebäude); 1907 (Bahnsteig); 1893 (Bahnsteigüberdachung); 1907 (Güterbahnhof); 1888 (Güterschuppen) | Bahnhof Connewitz mit Verwaltungs- und Empfangsgebäude, Lagerhäuser mit Rampe und vorstehendem Schutzdach und Toilettenhäuschen als zusammenhängendes Ensemble in Ziegelbauweise; Dokument der Orts- und Verkehrsgeschichte | 09296645 |
| Weitere Bilder                          | Weiße Brücke | Connewitz (Karte)                                              | um 1880/1890 (Brücke) | Brücke über den Floßgraben im Auwald; gusseiserne Brücke, baugeschichtlich von Bedeutung; 2017 Überbau erneuert | 09296199 |
| Weitere Bilder                          | Städtisches Elektrizitätswerk II, Unterwerk Süden II                                                                                               | Connewitz (Karte)                                              | 1909–1910 (Verwaltungsgebäude) | Verwaltungsgebäude und Beamtenwohnhaus der Städtischen Energieversorgung, in halboffener Bebauung, mit Einfriedung; gelbe Ziegelfassade mit grünem Klinkerornament; Umspannwerk s. Bornaische Straße 53 | 09295945 |
|                                         | Schirmer, Richter & Co; Kulturfabrik Werk II | Connewitz (Karte)                                              | 1886–1907 (Fabrik); 1907 (Nordflügel; Küche, Kantine, Aufenthaltsräume); 1906 (westl. Anbau); 1886 (Fabrikationshalle u. Seitenhallen); 1897 (hinter der Villa)                                                       | Fabrikanlage, bestehend aus mehreren Gebäuden und Hofpflaster; baugeschichtlich und ortsgeschichtlich von Bedeutung | 09296481 |
| Weitere Bilder                          | Gaswerk II; Gasometer; Panometer (Sachgesamtheit)                                                                                                  | Connewitz (Karte)                                              | 1882–1885 (Gasbehälter 1); 1900 (Gasbehälter 2) | Sachgesamtheit Gaswerk II, Gasometer, Panometer mit folgenden Einzeldenkmalen: Gaswerk mit zwei Gasbehältern (Nr. 1: Gebäude Nr. 123 und Nr. 2: Gebäude 125, zusätzliche Anschrift Arno-Nitzsche Straße), Regulierungshaus mit Anbauten für Gasbehälter 1 (Gebäude Nr. 116 mit 114 und 115), Regulierungshaus für Gasbehälter 2 (Gebäude Nr. 124), Verwaltungsgebäude (Gebäude Nr. 202), alter Gasreinigung (Gebäude Nr. 218 und 220), neue Gasreinigung (Gebäude Nr. 230), Werkstatt (Gebäude Nr. 222), Sozialgebäude (Gebäude Nr. 207), Ammoniaksalzfabrik (Gebäude Nr. 224), Wasserturm (Gebäude Nr. 105), Waschhaus (Gebäude Nr. 213), Wagenhalle (Gebäude Nr. 214), Feuerwache (Gebäude Nr. 217) und Einfriedungsmauer zur Richard-Lehmann-Straße. Ziegelbauten, Verwaltungsgebäude und Gasbehälter mit mehrfarbigen Ziegelfassaden, Gasbehälter als Rundbauten mit Tambourkuppeln (siehe auch Einzeldenkmalliste Obj. 09296307) | 09296679 |
|                                         | Pferdebahndepot Connewitz | Connewitz (Karte)                                              | 1891 (Verwaltungsgebäude); 1890 (Straßenbahndepot) | Verwaltungsgebäude (Brandstraße 38) und zwei ehemalige Straßenbahndepotgebäude (Simildenstraße 20); gründerzeitliche Klinkerbauten auf dem Gelände des letzten durch die Pferdebahngesellschaft errichteten Straßenbahndepots, Durchgangsgrundstück zur Simildenstraße, technikgeschichtlich und ortsgeschichtlich von Bedeutung | 09298218 |
| Weitere Bilder                          | Connewitzer Kreuz | Connewitz (Karte)                                              | bezeichnet 1536 (Weichbildstein) | Weichbildzeichen und Prellsteine; Säule aus rotem Rochlitzer Porphyrtuff, Sandstein-Aufsatz mit ehemals originalem, verwittertem Relief (ein Kruzifix und ein »Kreuz«, am Ort heute nur noch eine Kopie von 1997, das Original im Stadtgeschichtlichen Museum) sowie originale Prellsteine aus Rochlitzer Porphyrtuff, geschichtlich von Bedeutung | 09296321 |
|                                         | Dölitzer Schmiede | Dölitz-Dösen (Karte)                                           | um 1870 (Schmiede) | Wohnhaus mit Schmiede (Nr. 181) in offener Bebauung und Scheune (Nr. 183); alte Dorflage Dölitz, ehemalige Hufschmiede des Ortes, bis 1993 mit originaler Ausstattung (Schmiedefeuer mit Esse und Amboss), schlichter Putzbau mit Satteldach, ortsgeschichtlich von Bedeutung | 09296202 |
| Weitere Bilder                          | LVB; Straßenbahnhof Dölitz | Dölitz-Dösen (Karte)                                           | um 1913 (Straßenbahndepot) | Zwei Straßenbahndepots; ältere Straßenbahnhalle in Fachwerkkonstruktion und neuere Doppelhalle in Stahlbetonkonstruktion, technisches Denkmal, Bedeutung für die Volksbildung und die Verkehrsgeschichte in Leipzig | 09263550 |
| Weitere Bilder                          | Braunkohlenschacht Dölitz; heute Technologie- und Bildungszentrum Leipzig »Schacht Dölitz«                                                         | Dölitz-Dösen (Karte)                                           | 1907, später überformt (Förderturm); 1925 (Sozialgebäude); 1925 (Kaue) | Braunkohlenschacht mit Förderturm (Nr. 60, Gebäude 16), Verladehaus (Gebäude 11), Waschkaue (Gebäude G), Sozialhaus und Südwerkbunker (Nr. 39); Verladehaus als turmartige Eisenkonstruktion mit Ziegelausfachung und Tordurchfahrt, Sozialhaus und Waschkammer als Putzbauten mit Ziegelgliederung, einzigartiger Komplex der deutschen Braunkohlenindustrie, Seltenheitswert, technikgeschichtlich von Bedeutung | 09296181 |
| Weitere Bilder                          | Wassermühle Dölitz | Dölitz-Dösen (Karte)                                           | bezeichnet 1670 (Mühle); bezeichnet 1788 (Mühle) | Mühlenanwesen mit Mühlen-Hauptgebäude (mit technischer Ausstattung) und rückseitiger Wehranlage an der Mühlpleiße sowie Seitengebäude; Mühle Obergeschoss Fachwerk, als Hofanlage weitgehend erhalten, baugeschichtlich, ortsgeschichtlich und technikgeschichtlich von Bedeutung | 09296638 |
| Weitere Bilder                          | Turbine Thomasmühle | Dölitz-Dösen (Karte)                                           | 1901 (Wasserturbine) | Turbinenlaufrad einer Mühle; als letztes Zeugnis des einstigen Mühlenensembles der Thomasmühle in der Leipziger Innenstadt, gefunden bei Schachtarbeiten am historischen Mühlenstandort und nach Dölitz gebracht, von ortsgeschichtlicher und dokumentarischer Bedeutung | 09262271 |
|                                         | Mühle Engelsdorf | Engelsdorf                                                     | bezeichnet 1913 (Mühle) | Mühle, mit Inschrifttafel; zeittypische Putzfassade, Technisches Denkmal, landschaftsgestaltend in Nähe des Engelsdorfer Wasserturmes, städtebaulich und ortsentwicklungsgeschichtlich von Bedeutung, Wert für die Volksbildung | 08970373 |
| Weitere Bilder                          | Wasserturm Engelsdorf | Engelsdorf                                                     | 1913 (Wasserturm) | Wasserturm; auf oktogonalem Grundriss, mit Hängeboden und mehrfach geschweiftem Kuppeldach (Zufahrt neben Gehöft Engelsdorfer Straße 250), weithin sichtbares und landschaftsprägendes Technisches Denkmal, Wahrzeichen von Engelsdorf und bedeutendes historisches Zeugnis der Ortsentwicklung | 08970322 |
|                                         | Autobahnbrücke, ehemalige Auffahrt Engelsdorf | Engelsdorf                                                     | 1935–1936 (Autobahnbrücke) | Autobahnbrücke über die A 14 sowie ehemalige Auffahrt in Richtung Halle/Saale; technikgeschichtlich und verkehrsgeschichtlich von herausragender Bedeutung als eines der wenigen weitgehend original erhaltenen Brückenbauwerke der Reichsautobahnen, Seltenheitswert, auch aufgrund der besonderen Gestaltung als »Torbauwerk« und als Endpunkt der Autobahn Halle–Leipzig vor dem Zweiten Weltkrieg | 09304647 |
| Weitere Bilder                          | Deutsche Bahn AG; Raw »Einheit« Leipzig-Engelsdorf (ehem.) (Sachgesamtheit)                                                                        | Engelsdorf                                                     | 1905 (Verwaltung, Geb. 64); 1948–1949 (Sozialgebäude, Geb. 25, 25a); 1918 (Kessel- und Maschinenhaus); 1920 (Pumpenbau II, Geb. 47); 1920 (Pumpenbau I, Geb. 46, 46a)                                                 | Einzeldenkmale o. g. Sachgesamtheit: frühere Lokrichthalle mit innenliegender Schiebebühne und angebautem Lok-Anheizschuppen (Geb. 28 und 28f) und vorhandener Krananlage, vor der Westseite der Lokrichthalle außenliegende Schiebebühne, frühere Kesselschmiede (Geb. 23), frühere Rohrschmiede (Geb. 23a), ehemaliger Pumpenbau I (Geb. 46 und 46a), ehemaliger Pumpenbau II (Geb. 47), früheres Lagergebäude und späteres Verwaltungsgebäude (Geb. 64), Lagergebäude (Geb. 70), Kesselhaus (Geb. 1 mit Anbauten 1a, 1b und 1d), ehemaliges TA-Gebäude mit zugehörigem Goldfischteich (Geb. 115, 115a, 115c), Toilettenhäuschen (Geb. 94), Sozialgebäude-Speisesaal (Geb. 25 und 25a), Alte Schmiede-Federschmiede mit noch vorhandener Ausstattung (Geb. 8a, 8b, 8c, 8d, 8f, 8g), Wasserturm (Geb. 2), ehemalige Wagenhalle (Geb. 9a) (siehe auch Sachgesamtheitsdokument Obj. 09305402, Werkstättenstraße 4–8); relativ guter Erhaltungszustand der Gesamtanlage, die Hallen repräsentieren den Entwicklungsstand des Industriebaus um die Jahrhundertwende nach 1900, bemerkenswerter Wasserturm von 1954 mit backsteinexpressionistischer Fassade noch in Funktion, eine der relativ großen Anlage dieser Art in Deutschland, von verkehrshistorischer und technikgeschichtlicher Bedeutung | 08970467 |
| Weitere Bilder                          | Deutsche Bahn AG; Raw »Einheit« Leipzig-Engelsdorf (ehem.) (Sachgesamtheit)                                                                        | Engelsdorf                                                     | 1905–1963 (Bahnbetriebsanlage) | Sachgesamtheit Raw »Einheit« Leipzig-Engelsdorf, mit folgenden Einzeldenkmalen: mehrere Hallenbauten, Gebäude und Anlage eines ausgedehnten Werkskomplexes eines ehemaligen Reichsbahnausbesserungswerkes (siehe Einzeldenkmaldokument Obj. 08970467, Werkstättenstraße 4), früheres Sozialgebäude des RAW (siehe Einzeldenkmaldokument Obj. 08970704, Werkstättenstraße 6) und weiteres Sozialgebäude (siehe Einzeldenkmaldokument Obj. 08970705, Werkstättenstraße 8) weiterhin mit folgenden Sachgesamtheitsteilen: weitere Werksbauten, Reste der Einfriedung des Werksgeländes und Gedenkstein zum 25-jährigen Firmenjubiläum sowie ein Denkmal für die Gefallenen (vermutlich Erster Weltkrieg); relativ guter Erhaltungszustand der Gesamtanlage, die Hallen repräsentieren den Entwicklungsstand des Industriebaus um die Jahrhundertwende nach 1900, bemerkenswerter Wasserturm von 1954 mit backsteinexpressionistischer Fassade noch in Funktion, eine der relativ großen Anlage dieser Art in Deutschland von verkehrs- und technikgeschichtlicher Bedeutung | 09305402 |
| Direkt Bild zu diesem Denkmal hochladen | Transformatorenhäuschen in Ecklage Schiebestraße/Bernburger Straße                                                                                 | Eutritzsch                                                     | um 1925 (Transformatorenstation) | technikgeschichtlich von Bedeutung | 09294428 |
|                                         | Deutsche Bahn AG; Hauptbahnhof Leipzig (Sachgesamtheit)                                                                                            | Eutritzsch (Karte)                                             | um 1910 (Sozialgebäude) | Einzeldenkmal obiger Sachgesamtheit: Dienstgebäude im preußischen Betriebsteil des Hauptbahnhofs, mit Treppenaufgang zum Gleisfeld und Pforte an der Berliner Straße (siehe auch Sachgesamtheitsbestandteildokument Obj. 09304791, Berliner Straße, ohne Nr.); eingeschossiger Putzbau, eisenbahngeschichtlich und baugeschichtlich von Bedeutung | 09305161 |
| Direkt Bild zu diesem Denkmal hochladen | Deutsche Bahn AG; Hauptbahnhof Leipzig (Sachgesamtheit)                                                                                            | Eutritzsch (Karte)                                             | um 1910 (Eisenbahnbauten) | Sachgesamtheitsbestandteil obiger Sachgesamtheit, mit den Einzeldenkmalen: Bahnbetriebswerk West (Obj. 09294979, Berliner Straße 90) sowie Dienstgebäude (Obj. 09305161, Berliner Straße, ohne Nr.) (siehe auch Sachgesamtheitsdokument Obj. 09304785, Willy-Brandt-Platz 7); eisenbahngeschichtliche und technische Relevanz, baugeschichtliche und städtebauliche Bedeutung | 09304791 |
| Weitere Bilder                          | Geldschrankfabrik Carl Kästner (ehem.) | Eutritzsch (Karte)                                             | um 1900 (Fabrik) | Fabrikgebäude in Ecklage; Klinkerfassade, Radfahrerrelief als Hinweis auf die Erbauung als Fahrradfabrik, ab 1901 Kästner Geldschrank- und Tresorherstellung | 09294389 |
|                                         | Fabrik für Bauklempnerei Friedrich Eduard Erich & Sohn (ehem.)                                                                                     | Eutritzsch (Karte)                                             | bezeichnet 1899 (Fabrikantenvilla); 1899–1900 (Fabrik) | Fabrikantenvilla und Fabrikgebäude; Villa zweigeschossiger Putzbau, Fabrikhof bestehend aus vier Gebäuden | 09263072 |
|                                         | Deutsche Bahn AG; Hauptbahnhof Leipzig (Sachgesamtheit); Bahnbetriebswerk West, Lokomotivschuppen II                                               | Eutritzsch (Karte)                                             | 1903–1904 (Lokschuppen); 1906–1907 (Übernachtungsgebäude) | Einzeldenkmal obiger Sachgesamtheit: Lokschuppen und Unterkunftsgebäude sowie Einfriedung entlang der Berliner Straße bis zur Berliner Brücke (siehe auch Sachgesamtheitsbestandteildokument Obj. 09304791, Berliner Straße, ohne Nr.); siehe auch den benachbarten Ringlokschuppen III (Obj. 09260358, Rackwitzer Straße 1, 3, OT Schönefeld-Abtnaundorf), erbaut als Ringlokschuppen II der Preußischen Staatsbahn, überregionale eisenbahngeschichtliche und technische Relevanz, baugeschichtliche und städtebauliche Bedeutung | 09294979 |
|                                         | Fabrikgebäude und Ammoniakverdichter | Eutritzsch (Karte)                                             | um 1920/1930 (Fabrikgebäude) | Klinkerfassade, Lage am Industriegleis, seltene und ungewöhnlich große Anlage zur Verdichtung von Ammoniak | 09262994 |
|                                         | Deutsche Bahn AG; Viadukt Gohlis I | Eutritzsch (Karte)                                             | 1878 (Viadukt) | Eisenbahnviadukt zwischen Delitzscher Straße und Geibelstraße; eisenbahngeschichtlich von Bedeutung | 09294929 |
|                                         | Wohnhaus in offener Bebauung, Hofgebäude und Hofpflasterung                                                                                        | Eutritzsch (Karte)                                             | um 1840 (Wohnhaus) | Putzfassade, typisches Haus der Ortserweiterung ab 1840 | 09294374 |
|                                         | Pferdebahndepot Eutritzsch | Eutritzsch (Karte)                                             | Anfang 20. Jahrhundert (Straßenbahndepot) | Ehemaliges Straßenbahndepot; interessantes Dachtragwerk, baugeschichtlich und technikgeschichtlich von Bedeutung | 09306394 |
|                                         | Kleines Fabrikgebäude der ehemaligen Mineralwasserfabrik Dr. Strube                                                                                | Eutritzsch (Karte)                                             | um 1900 (Fabrikgebäude) | Klinkergebäude, typisch für kleine Parzellengrößen | 09298614 |
|                                         | Fabrikhalle | Eutritzsch (Karte)                                             | um 1915 (Fabrikhalle) | Klinker-Putz-Fassade | 09263804 |
| Weitere Bilder                          | Reichsgetreidelager | Eutritzsch (Karte)                                             | 1935 (Silo) | Getreidesilo mit zwei Laderampen und Gleisanschluss; Stahlbetonskelettbau, baugeschichtlich und stadtgeschichtlich bedeutsam | 09262279 |
|                                         | Fabrikgebäude und Heizhaus mit Schornstein in Ecklage                                                                                              | Eutritzsch (Karte)                                             | um 1890 (Fabrikgebäude) | Klinkerfassaden | 09261920 |
|                                         | Kraftwerkhalle der Leipziger Straßenbahn | Eutritzsch (Karte)                                             | 1896 (Kraftwerk); 1896 (Kraftwerkshalle) | Ehemalige Kraftwerkhalle und erstes Kraftwerk der Leipziger Elektrischen Straßenbahn; Klinkerfassade | 09298617 |
|                                         | Zwei Werkstattgebäude und Nebengebäude in Ecklage mit Einfriedung und Lagergebäude mit Laderampe und Vordach                                       | Eutritzsch (Karte)                                             | | Klinkerbauten, Schornstein kein Denkmal | 09262984 |
|                                         | Fabrikhallen | Eutritzsch                                                     | 1925/1930 (Fabrikhalle) | Hallen Klinkerbauten mit Oberlicht | 09290802 |
| Direkt Bild zu diesem Denkmal hochladen | Transformatorenhaus | Eutritzsch                                                     | um 1930 (Transformatorenstation) | Putzfassade mit schlichter Klinkergliederung | 09262825 |
| Weitere Bilder                          | LVB; Hauptdepot Eutritzsch; Straßenbahnhof Wittenberger Straße                                                                                     | Eutritzsch (Karte)                                             | 1895–1896 (Wagenhalle II); 1896 (Halle Ia); 1920 (Apelhalle); 1945 (Verwaltungsgebäude) | Straßenbahnhof mit Verwaltungsgebäude (ehemalige Stellmacherei), Halle I und Einfriedung auch in der Bitterfelder und Apelstraße | 09263218 |
| Direkt Bild zu diesem Denkmal hochladen | Notendruckerei F. M. Geidel (ehem.) | Eutritzsch (Karte)                                             | um 1890 (Fabrikgebäude) | Fabrikgebäude mit Einfriedung, Heizhaus mit Schornstein und Hofpflasterung; Buchbinderei Karl Geyer, gehörte zur Notendruckerei F. M. Geidel, das Hauptgebäude Zerbster Straße 1943 zerstört | 09294517 |
|                                         | Firma Allhoff & Köpke | Eutritzsch (Karte)                                             | 1893 (Kran) | Kettentrieb einer Laufkatze in der Fabrikhalle der Firma (ehemals) Ventilatorenbau Hirzel; | 09294534 |
|                                         | Fabrikanlage mit Heizhaus und Schornstein (s.: Haferkornstraße 8)                                                                                  | Eutritzsch                                                     | um 1890 (Fabrik) | Fabrikanlage mit Heizhaus und Schornstein (s.: Haferkornstraße 8) | 09261921 |
|                                         | Fabrik und Verwaltungsgebäude | Eutritzsch (Karte)                                             | um 1915 (Fabrik u. Verwaltungsgebäude) | Klinkerbauten | 09263877 |
|                                         | Deutsche Bahn AG; Eisenbahnbrücke; Eisenbahnstrecke Leipzig-Wahren–Leipzig Hbf                                                                     | Gohlis-Mitte                                                   | 1907 (Eisenbahnbrücke) | Eisenbahnbrücke über die Bahnstrecken Leipzig–Großkorbetha und S-Bahn-Ring; Bogenbrücke in gelbem Klinkermauerwerk, verkehrsgeschichtlich und ortsentwicklungsgeschichtlich von Bedeutung | 09297967 |
| Weitere Bilder                          | Brücke Breitenfelder Straße | Gohlis-Mitte                                                   | um 1900 (Straßenbrücke) | Straßenbrücke über Eisenbahngleise; mit Eisengeländer und Natursteinbrüstungen | 09297770 |
|                                         | Garagenhof, mit Toreinfahrt und Pflaster | Gohlis-Mitte                                                   | 1928–1929, Garagenhof (Straßenverkehrsbauten) | zwei Hallenkomplexe mit Durchfahrten und ehemals Oberlichtverglasung, Toreinfahrt verputzte Pfeiler und Eisentor, bemerkenswerte Garagenanlage von großem Seltenheitswert, baugeschichtlich und technikgeschichtlich von Bedeutung | 09261916 |
|                                         | Haltepunkt Leipzig-Gohlis; Viadukt Gohlis II | Gohlis-Mitte                                                   | 1894, Eröffnung (Personenbahnhof); 1906–1907 (Viadukt); 1894 (Eisenbahnbrücke) | Haltepunkt eines Bahnhofs, mit zwei Eisenbahnüberführungen sowie Eisenbahnviadukt an der Blochmannstraße zwischen Geibelstraße und Lützowstraße; Doppelbahnhof mit zwei getrennten Haltepunkten, nur noch der nördliche, etwas tiefer gelegene Haltepunkt mit historischen Ausstattungselementen wie Überdachung und Pflasterung des zwischen den Gleisen liegenden Bahnsteigs erhalten, südlicher Haltepunkt vollständig erneuert und ohne Denkmalwert, nördliche Eisenbahnbrücke Eisenkonstruktion, südliche Eisenbahnbrücke gelbes Klinkermauerwerk mit Sandsteingliederung, Brückenpfeiler mit Obeliskenaufsätzen, östlich anschließend der ebenfalls in gelber Klinkerarchitektur ausgeführte und von Bögen getragene Viadukt, ortsentwicklungsgeschichtlich und eisenbahngeschichtlich von Bedeutung | 09294931 |
| Weitere Bilder                          | Drahtseilbahnfabrik Adolf Bleichert & Co. (ehem.)                                                                                                  | Gohlis-Mitte                                                   | 1881, Ansiedlung in Gohlis (Maschinenbauindustrieanlage); 1881 (Verwaltungsgebäude); 1897 (Verwaltungsgebäude); 1909–1911, Königsbau (Verwaltungsgebäude); 1906, Betriebsverwaltung (Verwaltungsgebäude)              | Ehem. Fabrikanlage, mit mehreren Verwaltungs-, Büro- und Fabrikgebäuden, zwei Werkhallen sowie Vorgarten und Einfriedung; Mehrzahl der Gebäude in historistischen Formen, Klinkerfassaden mit Putz- und Steingliederungen, sog. Königsbau Putzbau im Reformstil um 1910, mit Betonkonstruktion, 1874 Firmengründung, 1881 Ansiedlung in Gohlis, Fa. Drahtseilbahnen Adolf Bleichert & Co weltweit älteste und ehemals bedeutendste Fabrik für Drahtseilbahnen, später Erweiterung der Produktion mit Herstellung von Hebezeugen sowie verschiedener Verlade- und Transportanlagen, zu DDR-Zeiten VEB Verlade- und Transportanlagen Leipzig Paul Fröhlich (VTA), Zeugnis für die Bedeutung Leipzigs als einstiges Zentrum des Maschinenbaus (siehe auch Wilhelm-Sammet-Straße 15), ortsentwicklungsgeschichtlich, industriegeschichtlich und baugeschichtlich von Bedeutung | 09300205 |
| Weitere Bilder                          | Unterwerk Norden I; Unterwerk Gohlis (ehem.) | Gohlis-Mitte (Karte)                                           | 1907–1910 (Umspannwerk) | Zwei Betriebs-, Verwaltungs- und Wohngebäude sowie Umformerstation des ehemaligen Unterwerks Gohlis, mit Toreinfahrt und Einfriedung; unterschiedlich gestaltete Klinkerbauten im Reformstil um 1910, Klinker- und Kunststeingliederungen, Toreinfahrt mit aufwändigen schmiedeeisernen Torflügeln, als ehemalige Versorgungseinrichtung für den elektrischen Straßenbahnbetrieb Zeugnis der Verkehrs- und Technikentwicklung in der Vergangenheit, ortsentwicklungsgeschichtlich und technikgeschichtlich von Bedeutung | 09296689 |
|                                         | Essenzen- und Nahrungsmittelfabrik Oehme & Baier                                                                                                   | Gohlis-Mitte                                                   | 1882 (Fabrik) | Kleine Fabrikanlage, bestehend aus mehreren Gebäudeteilen, Schornstein sowie Einfriedung und Toreinfahrt an der Etkar-André-Straße, heute Altenheim; Klinkerfassaden in Formen des ausgehenden Historismus sowie des späten Jugendstils und Reformstils um 1910, zur Virchowstraße überhöhter Mittelteil, besonders ansprechend die Front an der Benedixstraße mit aufwändigen Klinker- und Kunststeingliederungen, Ecke Benedix-/Etkar-André-Straße durch Erker mit Türmchenaufsatz betont, ortsentwicklungsgeschichtlich, baugeschichtlich und industriegeschichtlich von Bedeutung | 09297337 |
| Weitere Bilder                          | Drahtseilbahnfabrik Adolf Bleichert & Co. (ehem.)                                                                                                  | Gohlis-Mitte                                                   | 1906 (Fabrikgebäude) | Fabrikgebäude einer ehem. Fabrikanlage; Putzfassade im Reformstil um 1910, einst Haus- und Modelltischlerei der Drahtseilbahnfabrik Adolf Bleichert & Co. (siehe Lützowstraße 34), ortsentwicklungsgeschichtlich, industriegeschichtlich und baugeschichtlich von Bedeutung | 09294347 |
| Weitere Bilder                          | Kroch-Siedlung (Sachgesamtheit); Heizhaus | Gohlis-Nord (Karte)                                            | 1946–1952 (Heizhaus) | Einzeldenkmal der Sachgesamtheit Kroch-Siedlung: Heizhaus (siehe auch Sachgesamtheitsliste Obj. 09304568); nach dem Zweiten Weltkrieg aus Trümmern zerstörter Leipziger (Rüstungs-)Betriebe errichtet, Putzfassade, Bestandteil der Wohnanlage mit 1018 Wohneinheiten und Heizhaus, gestalteten Innenhöfen, Läden und Einfassungen, Wohngebiet auch „Neu-Gohlis“ genannt, versetzte Zeilenbebauung mit zum Teil quergestellten Kopfbauten, drei- und viergeschossig, Flachdächer, Putzfassaden, dazugehörig Beyerleinstraße 2a–12c, Borkumer Weg 1a–10c, Bremer Straße 1–7, Helgoländer Weg 1–10, Juister Weg 1–5, Landsberger Straße 76–114, Max-Liebermann-Straße 21a–39, Norderneyer Weg 1a–22b und Wangerooger Weg 2–25, | 09292441 |
|                                         | Wohn- und Fabrikgebäude in geschlossener Bebauung (Klinkerfassaden)                                                                                | Gohlis-Süd                                                     | 1895/1900 (Wohnhaus) | Wohn- und Fabrikgebäude in geschlossener Bebauung (Klinkerfassaden) | 09293991 |
|                                         | Taxirufsäule | Gohlis-Süd                                                     | um 1970 (Versorgungsbau) | Taxirufsäule; vor Haus Nr. 17 in Ecklage Lindenthaler Straße, Kunststeinsockel mit blauem Aufsatz, technikgeschichtlich von Bedeutung | 09291026 |
| Weitere Bilder                          | Brauerei Gohlis; Gohliser Actien-Brauerei; Bräustübl                                                                                               | Gohlis-Süd                                                     | Ende 19. Jahrhundert (Brauerei); Ende 19. Jahrhundert (Pförtnerhaus); Ende 19. Jahrhundert (Lagerkeller und Keller unter der Mälzer)                                                                                  | Ausgedehnte Lagerkeller mit Seltenheitswert auf dem Gelände der ehemaligen Gohliser Aktienbrauerei in Ecklage Breitenfelder Straße (Lagerkeller und Keller ehemals unter der Mälzerei) sowie Einfriedung und Pförtnerhaus; Seltenheitswert | 09262421 |
| Direkt Bild zu diesem Denkmal hochladen | Kirchplatz Gohlis | Gohlis-Süd                                                     | 1. Drittel 20. Jahrhundert (Platz) | Platzanlage; um die Friedenskirche Gohlis, mit Kleinpflaster und Grünanlage, ortsentwicklungsgeschichtlich von Bedeutung | 09298009 |
|                                         | Deutsche Bahn AG; Bahnhof Leipzig-Möckern | Gohlis-Süd                                                     | 1892 (Personenbahnhof) | Bahnhofsgebäude mit angrenzendem Güterabfertigungsgebäude und Toilettenhaus (Klinkerbau) | 09264562 |
|                                         | Deutsche Bahn AG; Eisenbahnbrücke Lützowstraße | Gohlis-Süd                                                     | 1906–1907 (Eisenbahnbrücke) | Eisenbahnbrücke über die Lützowstraße; Strecke 6367 Leipzig/Hbf–Großkorbetha, Streckenkilometer 2,138, Blechträger-Brücke, baugeschichtlich von Bedeutung | 09293927 |
|                                         | Schokoladenfabrik Wilhelm Felsche (ehem.); VEB Goldeck (ehem.); Schokoladenkontor                                                                  | Gohlis-Süd                                                     | 1872–1873, später überformt (Fabrikanlage) | Kontor- und Fabrikgebäude an der Menckestraße; ortsgeschichtlich von Bedeutung | 09293179 |
|                                         | Allgemeine Transportanlagen-Gesellschaft (ATG); später Institut für Fördertechnik (IFF)                                                            | Großzschocher (Karte)                                          | 1924 (Werkstatt); 1924 (Schornstein); 1924 (Kessel- und Maschinenhaus) | Werkstattgebäude und Kesselhaus mit Schornstein einer Fabrik; Klinkerfassade, ortshistorisch und industriegeschichtlich von Bedeutung | 09264580 |
|                                         | Elsterbrücke | Großzschocher (Karte)                                          | 1905–1910 (Straßenbrücke) | Straßenbrücke über die Weiße Elster, mit Laternen; Geländer mit Kunststeinpfosten, darauf eiserne Laternenpfähle, technisches Denkmal, als frühes Eisenbetonbauwerk von überörtlicher Bedeutung für den Ingenieurbau sowie ortshistorisch und verkehrsgeschichtlich von Bedeutung | 09264581 |
|                                         | Kabelverzweiger der Deutschen Reichspost | Großzschocher (Karte)                                          | vermutl. 1922 (Kabelverzweiger) | Kabelverzweigergehäuse für Telefonanschlüsse; Kabelverzweiger Leipziger Typ Nr. 7, Metallgehäuse, technikgeschichtlich von Bedeutung, Seltenheits- und Dokumentationswert | 09299742 |
|                                         | Wasserwerk Großzschocher-Windorf | Großzschocher (Karte)                                          | bezeichnet 1904 (Wasserwerk) | Wasserwerk mit Wasserturm und zwei Gebäuden, Hofpflasterung, Toranlage und Einfriedung sowie Inschrifttafel am Turm; alte Ortslage Windorf, Gebäude mit Klinkerfassade, als infrastrukturelle Einrichtung vom Beginn des 20. Jahrhunderts von ortshistorischer und technikgeschichtlicher Bedeutung | 09264630 |
|                                         | Gasanstalt Großzschocher-Windorf | Großzschocher (Karte)                                          | 1899–1900, später umgebaut (Beamtenwohnhaus) | Beamtenwohnhaus und Fabrikgebäude eines Gaswerkes; alte Ortslage Windorf, Beamtenwohnhaus Putzfassade, Fabrikbau mit Klinkerfassade, als infrastrukturelle Einrichtung vom Beginn des 20. Jahrhunderts von ortshistorischer und technikgeschichtlicher Bedeutung | 09264631 |
| Weitere Bilder                          | Deutsche Bahn AG; Bahnhof Leipzig-Großzschocher | Großzschocher (Karte)                                          | 1892–1893, Empfangsgebäude (Empfangsgebäude); 1892–1893, Güterschuppen (Güterschuppen); um 1955, Stellwerk (Stellwerk)                                                                                                | Bahnhofsgebäude mit anschließendem Güterschuppen, Pflasterung der Zufahrt sowie Stellwerk B1 am Bahnübergang; Empfangsgebäude gründerzeitliche Ziegelfassade, Stellwerk Klinkerbau um 1950 im Stil der Moderne; zusammen mit dem benachbarten Beamtenwohnhaus (Obj. 09264647) als typischer Industrievorort-Bahnhof eisenbahngeschichtlich und ortshistorisch sowie das Stellwerk technik- und baugeschichtlich von Bedeutung | 09264648 |
|                                         | Deutsche Bahn AG; Eisenbahnbrücke | Großzschocher (Karte)                                          | 1906 (Eisenbahnbrücke) | Eisenbahnbrücke; genietete Stahlbogenbrücke mit Graniteinfassung und Kunststeinbalustrade, eisenbahnhistorisch und baugeschichtlich von besonderer Bedeutung, Seltenheitswert | 09299032 |
|                                         | Mühle Großzschocher; später Kunstmühle Zickmantel & Schmidt                                                                                        | Großzschocher (Karte)                                          | bezeichnet 1878 (Kontor- und Wohnhaus) | Mühlenanwesen mit Mühle (Zur Alten Bäckerei 4), Kontor- und Wohngebäude (Zur Alten Bäckerei 2), Scheune und Stallgebäude (Mühlparkweg 2a), Mühlgraben, Einfriedung und Hofpflasterung; überwiegende Ziegelbauten, ortsgeschichtlich und industriegeschichtlich von Bedeutung, siehe auch Mühlen in Leipzig | 09304637 |
| Weitere Bilder                          | Wasserturm Großzschocher-Windorf | Großzschocher (Karte)                                          | 1904–1905 (Wasserversorgungs- und Abwasseranlage); Umbau 1927–1928 (Wasserversorgungs- und Abwasseranlage) | Wasserturm mit Hängebodenbehälter; 570 Kubikmeter Fassungsvermögen, aufgrund der Gestalt und als Zeugnis der stadttechnischen Entwicklung besondere landschaftsgestaltend, historisch sowie baugeschichtlich und technikgeschichtlich von Bedeutung, letzteres durch den erhaltenen Wasserbehälter noch gesteigert | 09264688 |
|                                         | Mühlgraben Knauthain | Hartmannsdorf-Knautnaundorf (Karte)                            | 19. Jahrhundert (Mühlgraben) | Mühlgraben; ortsgeschichtlich von Bedeutung | 09298587 |
| Weitere Bilder                          | Sachgesamtheit Königlich-Sächsische Triangulirung („Europäische Gradmessung im Königreich Sachsen“); Station 113 Grenzhübel                        | Hartmannsdorf-Knautnaundorf                                    | bezeichnet 1865 (II. Ordnung) | Triangulationssäule; Station 2. Ordnung, bedeutendes Zeugnis der Geodäsie des 19. Jahrhunderts, vermessungsgeschichtlich von Bedeutung | 09305062 |
| Weitere Bilder                          | Firma A. Krautzberger & Co.; später Sprio-Werke | Holzhausen (Karte)                                             | 1904–1905 (Fabrik) | Fabrik, ehemals Verwaltungs- und Werkstattbau; Putz-Klinker-Fassade, die Firma produziert Druckluft-Spritzpistolen, Zeugnis der Industrieansiedlung im Zusammenhang mit der Bahnanbindung des Ortes Holzhausen, dazugehörig die Fabrikantenvilla Christian-Grunert-Straße 1, baugeschichtlich und ortsentwicklungsgeschichtlich bedeutsam | 09302975 |
|                                         | Sender Holzhausen | Holzhausen (Karte)                                             | 1938 (Sendeanlage) | Sendeanlage bestehend aus einem Dienstgebäude, einem Wohngebäude, zwei Nebengebäuden, einem Pförtnerhäuschen, Resten der Einfriedung, sowie Fundamenten der Sendemasten; wichtiges Zeugnis der deutschen Funkgeschichte zwischen 1938 und 1990, militärhistorisch, funkgeschichtlich und technikgeschichtlich von Bedeutung | 09305777 |
| Weitere Bilder                          | Deutsche Bahn AG; Bahnhof Leipzig-Holzhausen | Holzhausen (Karte)                                             | 1900 (Personenbahnhof) | Bahnhofsgebäude; Putzfassade, Krüppelwalmdach, Eisenbahnstrecke Leipzig–Geithain, km 9,73, Gebäude von ortsgeschichtlicher und eisenbahngeschichtlicher Bedeutung | 09259508 |
| Weitere Bilder                          | Bockwindmühle Holzhausen | Holzhausen (Karte)                                             | 19. Jahrhundert (Mühle) | Bockwindmühle auf dem Steinberg; stand bis 1903 in Dreiskau, Außenhaut ist holzverkleidet, Flügel sind in Resten vorhanden, Technisches Denkmal, Erinnerungswert und Bedeutung für die Volksbildung | 09259474 |
|                                         | Deutsche Bahn AG; Eisenbahnbrücke | Kleinzschocher (Karte)                                         | 1906 (Eisenbahnbrücke) | Eisenbahnbrücke; mit schmiedeeisernem Geländer, Kunststeinpfeilern, Granitquadermauer, Böschung und Aufgang zum S-Bahn-Haltepunkt Kleinzschocher, technikgeschichtlich von Wert und ortsentwicklungsgeschichtlich bedeutsam an der Nahtstelle zwischen Groß- und Kleinzschocher | 09263495 |
|                                         | Gebläsehäuschen zur Gasversorgung von Markranstädt                                                                                                 | Kleinzschocher (Karte)                                         | 1926 (Pumpenhaus) | kleiner Klinkerbau mit reicher expressionistischer Gliederung, technikgeschichtlich und künstlerisch von Bedeutung, Seltenheitswert | 09263558 |
|                                         | LVB; Straßenbahnhof Kleinzschocher | Kleinzschocher (Karte)                                         | 1898 (Straßenbahndepot) | Straßenbahndepot der Leipziger Elektrischen Straßenbahn mit Hofpflasterung; viergleisiger Betriebshof mit Hofgelände, Übernachtungsdepot, Wohn- und Verwaltungsgebäude von 1912, ab 1959 Fremdnutzung, technikgeschichtlich von Bedeutung | 09263593 |
|                                         | Bahnbetriebswerk Leipzig-Plagwitz | Kleinzschocher (Karte)                                         | 1901–1902 (Lokschuppen); um 1890 (Stellwerk) | Lokschuppen, Dienstgebäude und Gütergebäude des ehemaligen Bahnbetriebswerks Leipzig-Plagwitz sowie Stellwerk am Bahnbetriebswerk (westlich gelegen); Klinkerbauten in historistischen Formen, Klinkergliederungen, ursprünglich Bahnbetriebswerk der Kgl. Sächsischen Staatseisenbahnen, Zeugnis der regionalen Eisenbahnentwicklung, siehe auch Bahnhof Leipzig-Plagwitz (Leipzig-Plagwitz, Engertstraße 36/38) und Industriebahnhof Leipzig-Plagwitz (Röckener Straße 2–38) sowie preußischer Teil des Bahnbetriebswerkes Leipzig-Plagwitz (Leipzig-Kleinzschocher Schönauer Straße 113), verkehrsgeschichtlich und technikgeschichtlich von Bedeutung | 09305780 |
| Weitere Bilder                          | Bahnbetriebswerk Leipzig-Plagwitz; heute Eisenbahnmuseum Bayerischer Bahnhof zu Leipzig                                                            | Kleinzschocher (Karte)                                         | um 1890 (Bahnbetriebsanlage); 1959 (35 1113-6); 1961 (51 50 88-40 115-0/Speisewagen); 1963 (51 80 59-40 091-2/Liegewagen); 1969 (51 80 39-40 043-8/1. u. 2. Klasse)                                                   | Lokschuppen I und Wasserturm des ehemaligen Bahnbetriebswerkes Leipzig-Plagwitz sowie Sammlung von Schienenfahrzeugen, Lokomotiven und Eisenbahnwaggons eines Eisenbahnmuseums; Lokschuppen Klinkerbau in historistischen Formen, Wasserturm mit Klinkerschaft und verbrettertem Behälter, ursprünglich Bw. der Kgl.-Preußischen Staatseisenbahnen, Zeugnis der regionalen Eisenbahnentwicklung, siehe auch Bahnhof Leipzig-Plagwitz (Leipzig-Plagwitz, Engertstraße 36/38) und Industriebahnhof Leipzig-Plagwitz (Leipzig-Plagwitz, Röckener Straße 2–38) sowie ehemals sächsischen Teil des Bw. Leipzig-Plagwitz (Leipzig-Kleinzschocher, Ruststraße o. Nr.), Dampflokomotiven 52 5448 und 52 8154-8 der 52er-Baureihe, Reisezugschlepptenderlokomotive 35 1113-6, Reisezugwagen 51 50 88-40 115-0 (WRme), 51 80 39-40 043-8 (A/B), 51 80 59-40 091-2 (Bc), 51 80 19-40 153-9 (A), 51 80 20-40 062-9 (B), 51 80 82-45 001-7 (B/D), verkehrsgeschichtlich und technikgeschichtlich von Bedeutung | 09299595 |
|                                         | Mühle Knauthain; später Kunstmühle Franz Pauli | Knautkleeberg-Knauthain (Karte)                                | nach Auskunft 1908–1910 (Mühle) | Mühle, Lagerhallen, Stallgebäude und Einfriedung sowie Hofpflaster; Klinkerbauten, die Mühle seit 1417 belegt, ortsgeschichtlich und baugeschichtlich von Bedeutung | 09292386 |
| Weitere Bilder                          | Deutsche Bahn AG; Bahnhof Leipzig-Knauthain | Knautkleeberg-Knauthain (Karte)                                | 1871–1873 (Personenbahnhof) | Bahnhof mit Empfangsgebäude, Nebengebäude (wohl Remise), Bahnsteigüberdachung, Rampe mit Pflasterung; Klinkerbauten, bauhistorischer und verkehrsgeschichtlicher Wert | 09292380 |
| Weitere Bilder                          | Windmühle Knauthain | Knautkleeberg-Knauthain (Karte)                                | 1874 (Mühle) | Turmholländer eines Mühlengehöftes; Ziegelbau, technisches Denkmal | 09292415 |
|                                         | Mühle Knautkleeberg | Knautkleeberg-Knauthain (Karte)                                | 1885–1886 (Müllerwohnhaus); 1867–1969 (Mühle); Wiederaufbau 1901 (Mühle); 1875 (Speicher); um 1860 (Nebengebäude zur Straße)                                                                                          | Mühle mit Wohnhaus, Nebengebäude traufständig zur Seumestraße, am Mühlgraben Erweiterungsbau an der ehemaligen Scheune, Außenmauern der Silo- und Speicherbauten am Mühlgraben sowie zwei Toreinfahrten zur Seumestraße (bis 2012 auch Fachwerkscheune Denkmal und Mühlenturbinen samt Zubehör im 2012 abgebrochenen Turbinenhaus); Müllerwohnhaus mit historisierender Putzfassade, eindrucksvoller Mühlenkomplex mit überregionaler Bedeutung und hohem Geschichtswert, Technisches Denkmal, ortsbildprägend | 09292428 |
| Weitere Bilder                          | Bahnhof Lausen (ehem.) | Lausen-Grünau (Karte)                                          | um 1895 (Empfangsgebäude) | Ehemaliges Bahnhofsgebäude sowie kleines Nebengebäude an der Bahnstrecke Leipzig-Plagwitz–Pörsten; alte Ortslage Lausen, Bahnhof heute Wohn- und Gewerbebau, gründerzeitliche Klinkerfassade, originale Schilder, Nebengebäude Ziegelbau ehemals Schuppen und Toiletten des Bahnhofs, ortsgeschichtlich von Bedeutung, als Bahnhofsgebäude des Ortsteils mit hohem Erinnerungswert | 09291191 |
|                                         | Ehemaliges Transformatorenhaus | Lausen-Grünau (Karte)                                          | um 1920 (Transformatorenstation) | alte Ortslage Lausen, ortsgestaltende Dominante am Rand des alten Ortskerns (am Gebäude der Freiwilligen Feuerwehr), ortsentwicklungsgeschichtlich von Bedeutung, technisches Denkmal | 09262409 |
| Weitere Bilder                          | Deutsche Bahn AG; Bahnhof Leipzig-Leutzsch | Leutzsch (Karte)                                               | 1856 (Empfangsgebäude); 1905–1906 (Stellwerk); 1881–1883 (Bahnbetriebswerk); 1881–1883 (Lokschuppen); 1881–1882 (Wasserturm)                                                                                          | Bahnhof mit Empfangsgebäude, Bahnsteigbauten, Bahnmeisterei, Stellwerksgebäude, Sozialgebäude der Bahnmeisterei, Wasserturm, Bunker, Wasserkränen sowie Vorgarten an der Bahnmeisterei und Einfriedung; zeittypische Ziegelbauten, verkehrsgeschichtlich und ortsgeschichtlich von Bedeutung (Eisenbahnerwohnhaus, siehe unter Am Ritterschlößchen 1) | 09291892 |
|                                         | Kunstdruckerei Moritz Prescher Nachf. (ehem.); später Eisengießerei Maximilian Jahn; später Firma »Sonderbau von Landmaschinen Dr.-Ing. Hans Sack« | Leutzsch (Karte)                                               | bezeichnet 1894 (Fabrik) | Fabrikgebäude, mit Vorgarten; zeittypische Klinkerfassade, baugeschichtlich, technikhistorisch und ortsgeschichtlich von Bedeutung | 09292213 |
|                                         | Kläranlage Leutzsch | Leutzsch (Karte)                                               | 1910 (Kläranlage); 1926 (Kläranlage) | Kläranlage und zugehöriges Wohnhaus mit Motorenhaus und Verbindungsbau sowie Vorgarten; historische Kläranlage (Azetylenentwickler von 1910, Pumpstation mit Kupferschwimmer, Mischbrunnen mit Gashaube, Tropfkörper aus oberschlesischer Hochofenschlacke), ortsgeschichtlich und technikgeschichtlich von Bedeutung | 09292224 |
| Weitere Bilder                          | Eisengießerei Schumann & Co. (ehem.) | Leutzsch (Karte)                                               | 1898 (Verwaltungsgebäude); 1905, Werkhallen der Eisengießerei (Fabrikgebäude) | Fabrikanlage mit Verwaltungsgebäude, Schornstein und Werkhallen; Klinkerfassaden, baugeschichtlich, technikhistorisch und ortsgeschichtlich von Bedeutung | 09291918 |
| Weitere Bilder                          | Metallwarenfabrik Dietzold (ehem.) | Leutzsch (Karte)                                               | um 1910 (Fabrik) | Fabrikgebäude, mit Vorgarten und Einfriedung; Putzfassade, Reformstil-Architektur, baugeschichtlich, technikhistorisch und ortsgeschichtlich von Bedeutung | 09291919 |
|                                         | Möbelfabrik Wagner & Zinkeisen (ehem.) | Leutzsch (Karte)                                               | um 1895 (Kontorhaus) | Kontorgebäude mit seitlicher Toranlage einer Fabrik; Klinkerbau, baugeschichtlich, technikhistorisch und ortsgeschichtlich von Bedeutung | 09291920 |
|                                         | Farbenfabrik Springer & Möller (ehem.) | Leutzsch (Karte)                                               | 1913 (Verwaltungsgebäude) | Verwaltungsgebäude einer Fabrik, mit seitlicher Toreinfahrt; Verwaltungsgebäude mit Granitsockel und Putzfassade, Reformstil-Architektur, hofseitig ehemals Fabrikgebäude mit Klinkerfassade, baugeschichtlich, technikhistorisch und ortsgeschichtlich von Bedeutung | 09291924 |
| Weitere Bilder                          | Farbenfabrik Springer & Möller (ehem.) | Leutzsch (Karte)                                               | 1936, zum Teil älter (Fabrikhalle); 1904 (Mietshaus) | Eingangstrakt einer Fabrik (Anschrift: Hans-Driesch-Straße 54) mit Werkhalle und Wasserturm, weiterhin Mietshaus (Anschrift: Franz-Flemming-Straße 16) in offener Bebauung; Hauptgebäude Putzbau mit betonter Eingangsfassade, markanter, farbig gestalteter Wasserturm, Mietshaus mit Putzfassade im Reformstil, baugeschichtlich, technikhistorisch und ortsgeschichtlich von Bedeutung | 09291923 |
|                                         | Deutsche Holzbearbeitungsmaschinenfabrik Jacobi & Eichhorn (ehem.)                                                                                 | Leutzsch (Karte)                                               | um 1895 (Fabrikgebäude) | Fabrikanlage mit Hauptbau an der Straße, daran angebaute Werkhalle und Schornstein; Klinkerbauten, baugeschichtlich, technikhistorisch und ortsgeschichtlich von Bedeutung | 09291928 |
| Weitere Bilder                          | Pianofabrik Julius Blüthner (ehem.) | Leutzsch (Karte)                                               | um 1895 (Fabrikhalle) | Fabrikanlage mit Wohngebäude (Nr. 39a), Werkstor (Nr. 39) und Werkhallen mit Schornstein; Klinkerbauten, baugeschichtlich, technikhistorisch und ortsgeschichtlich von Bedeutung | 09291929 |
| Weitere Bilder                          | Pianoforte-Mechaniken-Fabrik H. F. Flemming (ehem.)                                                                                                | Leutzsch (Karte)                                               | 1895 (Verwaltungsgebäude) | Hauptgebäude einer Fabrik (Kopfbau); Klinkerbau, baugeschichtlich, technikhistorisch und ortsgeschichtlich von Bedeutung | 09291930 |
| Weitere Bilder                          | Bogenlampenfabrik Körting & Mathiesen (ehem.) | Leutzsch (Karte)                                               | zwischen 1890 und 1910 (Fabrikgebäude); ehem. bezeichnet 1906 (Verwaltungsgebäude) | Fabrikanlage mit Hauptgebäude zur Straße, erster Werkhalle, zweiter Werkhalle und Verwaltungsgebäude im Hof; straßenbildprägende Klinkerbauten, baugeschichtlich, technikhistorisch und ortsgeschichtlich von Bedeutung | 09291932 |
|                                         | Bogenlampenfabrik Körting & Mathiesen (ehem.) | Leutzsch (Karte)                                               | nach 1910 (Verwaltungsgebäude) | Verwaltungsgebäude und Werkhallen einer Fabrik; Klinkerbauten, baugeschichtlich, technikhistorisch und ortsgeschichtlich von Bedeutung | 09291933 |
|                                         | Leipziger Metallfadenlampen-Fabrik »Omega-Werke«; später Polygraph-Reprotechnik                                                                    | Leutzsch (Karte)                                               | 1910 (Fabrik) | Fabrikgebäude; Putzfassade, Reformstil-Architektur, baugeschichtlich, technikhistorisch und ortsgeschichtlich von Bedeutung | 09298615 |
|                                         | Transformatorenhäuschen | Leutzsch (Karte)                                               | bezeichnet 1910 (Transformatorenstation) | auf der Fläche der Straßenerweiterung der Rathenaustraße zur Blüthnerstraße, Putzfassade mit Schieferdach und Kupferhaube, baugeschichtlich und technikgeschichtlich von Bedeutung | 09291975 |
|                                         | Eisengießerei Edmund Becker & Co. (ehem.) | Leutzsch (Karte)                                               | um 1900 (Fabrikgebäude) | Fabrikgebäude; Klinkerfassade, baugeschichtlich, technikhistorisch und ortsgeschichtlich von Bedeutung | 09292117 |
| Weitere Bilder                          | Deutsche Bahn AG; Bahnhof Leipzig-Liebertwolkwitz                                                                                                  | Liebertwolkwitz (Karte)                                        | 1885–1887 (Personenbahnhof) | Bahnhofsgebäude mit Bahnsteig-Überdachung; Putzfassade, reich gegliederter Baukörper mit repräsentativem Mittelteil, Eisenbahnstrecke Leipzig–Geithain, baugeschichtlich und eisenbahngeschichtlich von Bedeutung | 09259756 |
| Weitere Bilder                          | Sachgesamtheit Königlich-Sächsische Triangulirung („Europäische Gradmessung im Königreich Sachsen“); Station 114 Wachau                            | Liebertwolkwitz (Karte)                                        | bezeichnet 1876 (Triangulationssäule) | Triangulationssäule; Station 2. Ordnung, bedeutendes Zeugnis der Geodäsie des 19. Jahrhunderts, vermessungsgeschichtlich von Bedeutung | 09299709 |
|                                         | Trafohäuschen Liebertwolkwitz | Liebertwolkwitz (Karte)                                        | bezeichnet 1910 (Transformatorenstation) | Transformatorenhäuschen; technisches Denkmal, Putzfassade, ansprechende architektonische Gestaltung, Zeugnis der Ortsentwicklung, technikhistorischer Wert | 09259755 |
| Weitere Bilder                          | Wasserturm Liebertwolkwitz | Liebertwolkwitz (Karte)                                        | 1903 (Wasserturm) | Wasserturm; Ziegelbau, ortsbildprägendes technisches Denkmal, Wahrzeichen von Liebertwolkwitz, Bedeutung für Ortsgeschichte und Volksbildung | 09259752 |
| Weitere Bilder                          | Karl-Heine-Kanal (Sachgesamtheit) | Lindenau (Karte)                                               | 1856–1864 (Kanal) | Sachgesamtheitsbestandteil Karl-Heine-Kanal: Kanal und Uferbefestigungen (als Sachgesamtheitsteile) -(siehe auch Sachgesamtheitsliste, OT Plagwitz -Obj. 09290819); künstlich angelegte Wasserstraße, von zahlreichen Brücken überspannt, initiiert von Dr. Karl Heine (1819–1888), Fabrikant und Politiker, Schöpfer der Leipziger Westvorstadt, ortshistorische und technikgeschichtliche Bedeutung | 09305324 |
|                                         | Gleisbrücke PI; Plagwitz–Lindenauer Industriebahn (Sachgesamtheit)                                                                                 | Lindenau (Karte)                                               | um 1885 (Eisenbahnbrücke) | Einzeldenkmal der Sachgesamtheit Plagwitz–Lindenauer Industriebahn: ehemalige Eisenbahnbrücke des Industriegleises über den Karl-Heine-Kanal (siehe auch Sachgesamtheitsliste Obj. 09305231); vierbogige Ziegel- und Naturstein-Brücke, Zonengewölbe, baugeschichtlich, eisenbahngeschichtlich und ortsentwicklungsgeschichtlich von Bedeutung | 09305215 |
|                                         | Plagwitz–Lindenauer Industriebahn (Sachgesamtheit)                                                                                                 | Lindenau (Karte)                                               | 1879, später erweitert (Eisenbahnanlage) | Sachgesamtheitsbestandteil der Sachgesamtheit Plagwitz-Lindenauer Industriebahn, mit folgendem Einzeldenkmal: ehemalige Eisenbahnbrücke (siehe Einzeldenkmalliste Obj. 09305215), sowie Gleisanlagen bzw. Verlauf der Industriegleise (als Sachgesamtheitsteile) (siehe auch Sachgesamtheitsliste, OT Plagwitz Obj. 09262777); eine Anschlussbahn in den Ortsteilen Lindenau, Neulindenau, Plagwitz und Schönau, die mit der industriellen Entwicklung und besonders mit dem Karl-Heine-Kanal und dem Ausbau des Leipziger Hafens in Verbindung stehen, ortsentwicklungsgeschichtlich und technikgeschichtlich von Bedeutung | 09305231 |
| Weitere Bilder                          | Aurelienbrücke | Lindenau (Karte)                                               | 1885; Brückenpfeiler (Brückenteil) | Brückenpfeiler der ehemaligen Straßenbrücke über den Karl-Heine-Kanal; ortsgeschichtlich von Bedeutung | 09292611 |
|                                         | »Vulkan« Gummiwarenfabrik Weiß & Baeßler (ehem.)                                                                                                   | Lindenau (Karte)                                               | um 1910 (Fabrikgebäude) | Fabrikgebäude in halboffener Bebauung zum Industriegleis; einfach gestaltete Putzfassade, technikhistorisch und ortsgeschichtlich von Bedeutung | 09261192 |
|                                         | Deutsche Bahn AG; Eisenbahnbrücke | Lindenau (Karte)                                               | 1885 (Eisenbahnbrücke) | Eisenbahnbrücke über den Karl-Heine-Kanal, parallel zur König-August-Brücke; Naturstein-Bogenbrücke, ortsentwicklungsgeschichtlich und baugeschichtlich von Bedeutung | 09261236 |
|                                         | Engertbrücke; König-August-Brücke | Lindenau (Karte)                                               | 1895 (Straßenbrücke) | Straßenbrücke über den Karl-Heine-Kanal; Bogenbrücke mit Sandsteinpfosten des Brückengeländers, ortsentwicklungsgeschichtlich von Bedeutung | 09261234 |
|                                         | Leipziger Spitzenfabrik Barth & Co. (ehem.) | Lindenau (Karte)                                               | um 1885 (Fabrik) | Fabrikgebäude einer ehemaligen Textilfabrik; Klinkerfassade, in Lage nahe zur Lützner Straße, als einziges Gebäude der Fabrikanlage erhalten, baugeschichtlich und ortsgeschichtlich von Bedeutung | 09261238 |
| Weitere Bilder                          | Gießerbrücke | Lindenau (Karte)                                               | 1886 (Straßenbrücke) | Straßenbrücke über den Karl-Heine-Kanal; vierbogige Brücke, mittlere Flussöffnung als Zonengewölbe konstruiert, baugeschichtlich und ortsentwicklungsgeschichtlich von Bedeutung | 09261335 |
|                                         | Fernsprechamt | Lindenau (Karte)                                               | um 1915 (Fernsprechamt) | Postgebäude in halboffener Bebauung; gut gegliederte Putzfassade, mit Zugang von der Josephstraße, ehemals Fernsprechamt (Fassadenaufschrift), ortsgeschichtlich von Bedeutung | 09261808 |
| Weitere Bilder                          | Holländermühle Lindenthal | Lindenthal                                                     | 1892 (Mühle); 1945 Aufstockung (Mühle) | Turmholländer; sich nach oben verjüngender Backsteinbau mit Haube, technisches Denkmal, landschaftsprägend, baugeschichtlich und ortsgeschichtlich von Bedeutung | 09259179 |
| Weitere Bilder                          | Städtisches Elektrizitätswerk Süd (ehem.); heute Stadtwerke Leipzig                                                                                | Lößnig (Karte)                                                 | 1908–1910 (Kraftwerk); 1908–1910 (Verwaltungsgebäude Bornaische Straße); 1940, später überformt (Raschwitzer Straße); Kohlenschuppen (Schuppen); zwischen Kesselhaus/Maschinenhalle und Schaltwarte (Verbindungsgang) | Elektrizitätswerk mit Maschinenhalle, drei Verwaltungsgebäuden (Anschriften: Bornaische Straße 120 und Raschwitzer Straße 10), Pförtnerhaus und Einfriedung; alte Maschinenhalle und Kesselhaus in gelber Klinkerbauweise mit Turmaufsätzen und Schmuckfriesen sowie Verbindungsbrücke zur Schaltwarte von 1926, Einfriedung mit Pfeilern und Eisenzaun in Jugendstilformen, hinter dem Kesselhaus an der Mühlpleiße zwei ehemalige Beamtenwohnhäuser im Landhausstil, Verwaltungsgebäude mit Schaltwarte von 1940, ortsgeschichtlich und technikgeschichtlich von Bedeutung | 09296519 |
| Weitere Bilder                          | Deutsche Bahn AG; Bahnbetriebswerk Leipzig-Wahren                                                                                                  | Lützschena-Stahmeln                                            | 1905–1906 (Bahnbetriebsanlage) | Bahnbetriebswerk mit zwei Lokschuppen, zwei Wassertürmen der Bauart Barkhausen, zwei Wasserkränen (seit 8/2007 in Bielefeld), Verwaltungsgebäude (auch als Betriebsbahnwerk bezeichnet), Gebäude der Lokleitung, der Starkstrommeisterei (früher Kraftwerkgebäude) und dem sogenanntem Basa-Gebäude (Gebäude über L-förmigem Grundriss); verkehrs- und technikgeschichtliches Denkmal von herausragender Bedeutung, besonders durch die im Leipziger Raum singulären Wassertürme dieser Bauart von großer Relevanz | 09257045 |
| Weitere Bilder                          | Deutsche Bahn AG; Haltepunkt Leipzig-Lützschena | Lützschena-Stahmeln                                            | 1884 (Eisenbahnbrücke); um 1900 (Eisenbahnbrücke) | Zwei Eisenbahnbrücken und Treppenaufgänge zum Haltepunkt Lützschena; Klinkermauern mit Sandsteingliederung, die Brücken genietete Stahlkonstruktionen, verkehrsgeschichtlich von Bedeutung | 09299593 |
| Direkt Bild zu diesem Denkmal hochladen | Mühle Lützschena | Lützschena-Stahmeln                                            | um 1780 (Seitengebäude) | Ehemaliges Mühlengut, mit Wohnhaus, Seitengebäude und Taubenhaus sowie das unter Nr. 8 geführte Wasserkraftwerk mit Ausstattung; repräsentativer Bau in den Formen eines barocken Herrenhauses, Seitengebäude in Fachwerk, baugeschichtlich von Bedeutung | 09258347 |
| Weitere Bilder                          | Wehr und Wasserkraftwerk am Mühlgut Lützschena | Lützschena-Stahmeln                                            | um 1920 (Wasserwerk) | Wehr und Wasserkraftwerk am Mühlgut Lützschena | 09300193 |
| Weitere Bilder                          | Sternburg-Brauerei | Lützschena-Stahmeln                                            | 2. Hälfte 19. Jahrhundert (Brauerei) | Bautengruppe einer ehemaligen Brauerei; Werkstatt mit Turmgebäude, Garagen, Arbeiterwohnhäuser, Kelleranlagen und Verwaltungsgebäude, Wohnhaus und Maschinenhäuser, altes Sudhaus und Kontor (Sachgesamtheit) | 09258669 |
|                                         | Mühlenwerke Stahmeln | Lützschena-Stahmeln                                            | 1875 (Mühle) | Mühlenwerke; bestehend aus Mühlengebäude mit Mehlsilo und Treppenhausturm (1889/1912), Getreidesilo (1916), Steg, ehemaligem Stall (1889), Verwaltungsgebäude (um 1889) und Gefolgschaftshaus (1938/1941, Abbruch 2002); technikgeschichtlich von überregionaler Bedeutung, Zeugnis der Ortsentwicklung, Bedeutung für die Volksbildung | 09258810 |
| Direkt Bild zu diesem Denkmal hochladen | Deutsche Bahn AG; Eisenbahnkraftwerk Leipzig-Connewitz; Instandhaltungswerk der Deutschen Reichsbahn                                               | Marienbrunn (Karte)                                            | 1905 (Kohlekraftwerk) | Ehemaliges Kraftwerk mit Turbinenhaus, Kesselhaus, Kohlenbunker (mit Turm) und Verwaltungstrakt; zusammenhängender Gebäudekomplex, Fassaden aus rotem Ziegel mit Bruchsteinsockel, technikgeschichtlich von Bedeutung | 09296168 |
|                                         | Deutsche Bahn AG; Eisenbahnkraftwerk Leipzig-Connewitz; Bahnmeisterei                                                                              | Marienbrunn (Karte)                                            | 1905 (Bahnmeisterei) | Ehemalige Bahnmeisterei in offener Bebauung; winkelförmiger Baukörper, Ziegelbau mit Bruchsteinsockel, eisenbahngeschichtlich von Bedeutung | 09296170 |
| Direkt Bild zu diesem Denkmal hochladen | Deutsche Bahn AG; Eisenbahnkraftwerk Leipzig-Connewitz; Bahnmeisterhaus                                                                            | Marienbrunn (Karte)                                            | 1905 (Bahnwärterhaus) | Ehemaliges Bahnmeister-Wohnhaus in offener Bebauung; eingeschossiges Gebäude, Putzfassade, eisenbahngeschichtlich von Bedeutung | 09296171 |
| Weitere Bilder                          | AERO-Park Kursdorf (ehem.); IL 62 | Marienbrunn (Karte)                                            | 1963 (Flugzeug) | Flugzeug vom Typ Iljuschin IL 62; technikhistorisches Denkmal, Seltenheits- und Erinnerungswert | 09256788 |
|                                         | Baumessesiedlung (Sachgesamtheit) | Marienbrunn (Karte)                                            | 1930–1931, bezeichnet 1930 (Mehrfamilienwohnhaus) | Einzeldenkmal der Sachgesamtheit Baumessesiedlung: Wohnblock in offener Bebauung (siehe auch Sachgesamtheitsdokument Obj. 09303716, Zwickauer Straße 61–65) sowie Wäschemangel im Waschküchen-Anbau; Putzfassade mit Flachdach, Stahlskelettkonstruktion mit Leichtbetonplatten, Waschküche mit originaler Wäschemangel (9/2006 noch vorhanden), Anklänge an den Stil der Moderne, Teil der Versuchssiedlung einer Baumesse, ortsgeschichtlich und baugeschichtlich von Bedeutung | 09296214 |
| Weitere Bilder                          | Deutsche Bahn AG; Bahnhof Leipzig-Miltitz | Miltitz (Karte)                                                | 1905–1906 (Bahnhof, Nr. 16); 1886 (Wartehalle, Nr. 16c) | Bahnhof mit Empfangsgebäude (Nr. 16), Bahnsteigüberdachung sowie Toilettenhaus und Nebengebäude (Nr. 16c); Empfangsgebäude schlichte Putzfassade mit wuchtiger Natursteingliederung, Toilettenhaus und Nebengebäude Ziegelbauten, Gebäude von ortsgeschichtlicher Bedeutung, Denkmal der Verkehrsgeschichte, vgl. auch das zugehörige Eisenbahnerwohnhaus Am Bahnhof 16a/16b | 09259567 |
| Weitere Bilder                          | Werksgelände Fa. Schimmel & Co. (Sachgesamtheit)                                                                                                   | Miltitz (Karte)                                                | 1892–1893 (Chemisch-Pharmazeutische Industrie) | Sachgesamtheit Werksgelände der Firma Schimmel & Co., mit den Einzeldenkmalen: Fabrikationsgebäude, Kesselhaus, Laborgebäude, Werkstattgebäude, Arbeitercasino, Transformatorenhaus und Einfriedung (siehe auch Einzeldenkmalliste Obj. 09300684, Geschwister-Scholl-Straße 32) sowie Verwaltungsgebäude (siehe auch Einzeldenkmalliste Obj. 09259942, Geschwister-Scholl-Straße 21); Fabrikgebäude roter Klinker, Denkmal der Industriegeschichte, ortshistorisch und städtebaulich von Bedeutung | 09300685 |
|                                         | Werksgelände Fa. Schimmel & Co. (Sachgesamtheit)                                                                                                   | Miltitz (Karte)                                                | 1892–1893 (Fabrik); 1900–1901 (Erweiterung Fabrik); bezeichnet 1900 (Gebäude A); 1901 (Gebäude H); 1901 (Gebäude G)                                                                                                   | Einzeldenkmale der Sachgesamtheit Werksgelände der Firma Schimmel & Co.: Fabrikationsgebäude, Kesselhaus, Laborgebäude, Werkstattgebäude, Arbeitercasino, Transformatorenhaus und Einfriedung (siehe auch Sachgesamtheit Obj. 09300685, Geschwister-Scholl-Straße 21, 32); Fabrikgebäude ein roter Klinkerbau, Denkmal der Industriegeschichte, ortshistorisch und städtebaulich von Bedeutung | 09300684 |
| Weitere Bilder                          | Kursächsische Postmeilensäulen (Sachgesamtheit) | Miltitz (Karte)                                                | bezeichnet 1732 (Viertelmeilenstein) | Postmeilensäule; zwei Reststücke eines Viertelmeilensteins in einer Grundstücksmauer, verkehrsgeschichtlich von Bedeutung | 09259556 |
|                                         | Zschampertbrücke | Miltitz (Karte)                                                | 1793 (Straßenbrücke) | Straßenbrücke über die Zschampert; Dreibogenbrücke aus Natursteinquadern, älteste Brücke in Leipzig, Seltenheitswert, Dokumentations- und Geschichtswert, Technisches Denkmal der Verkehrsgeschichte | 09259555 |
| Weitere Bilder                          | Deutsche Bahn AG; Eisenbahnbrücke | Mockau-Nord                                                    | 1903 (Eisenbahnbrücke) | Eisenbahnbrücke über die Parthe; Klinkertonne, Strecke: 6360 Leipzig Hbf–Eilenburg, eisenbahngeschichtlich von Bedeutung, Zeugnis der Ortsentwicklung und technisches Denkmal | 09262871 |
| Direkt Bild zu diesem Denkmal hochladen | Deutsche Bahn AG; Stellwerk B1 | Mockau-Nord                                                    | 1906 (Stellwerk) | Stellwerk; an der Strecke 6369, Klinkerfassade, eisenbahngeschichtlich von Bedeutung | 09262869 |
| Weitere Bilder                          | Deutsche Bahn AG; Eisenbahnüberführung | Mockau-Nord                                                    | 1903 (Eisenbahnbrücke) | Eisenbahnbrücke; gelbe Klinkertonne unter Verwendung von Sandsteinquadern, Strecke: 6360 Leipzig Hbf –Eilenburg, Streckenkilometer 3,844, eisenbahngeschichtlich von Bedeutung, Technisches Denkmal | 09262870 |
| Weitere Bilder                          | Flughafen Mockau | Mockau-Nord                                                    | 1928 (Flughafengebäude); 1928–1929 (Tower); 1912–1913 (Hotel) | Empfangsgebäude mit Tower-Erweiterung und Hotel mit Saalanbau, Terrasse sowie Einfriedung des Mockauer Flughafens in jeweils offener Bebauung; Putzfassade, erstes Flughafenhotel (1913) in Deutschland, Seltenheitswert, Zeugnis der Entwicklung des Flugverkehrs in Deutschland, architekturhistorische sowie künstlerische und geschichtliche Bedeutung | 09260917 |
| Weitere Bilder                          | Wasserturm Mockau; heute Kletterturm Leipzig | Mockau-Nord                                                    | 1907–1908 (Wasserturm) | Wasserturm; ehemals mit Hängebodenbehälter, Klinkerbau; stadttechnik- und ortsgeschichtlich von Bedeutung, ortsbildprägend | 09260652 |
| Weitere Bilder                          | Deutsche Bahn AG; Stellwerk Abzweigstelle S | Möckern (Karte)                                                | 1905 (Stellwerk) | Stellwerk; Abzweigstelle S am Wahrener Viadukt, gelber Klinkerbau, zu Bahnhof Wahren gehörig | 09297476 |
| Weitere Bilder                          | Deutsche Bahn AG; Wahrener Viadukt; Eisenbahnstrecke Leipzig-Leutzsch – Leipzig-Wahren (Leipziger Güterring)                                       | Möckern                                                        | 1902 (Viadukt) | Eisenbahnüberführung Wahrener Viadukt des Leipziger Güterrings; Strecke 6380 Leipzig/Leutzsch–Leipzig-Wahren, s. a.: Georg-Schumann-Straße (Obj. 09297473) und Stammerstraße (Obj. 09297475), 32 Klinkerbögen, mit 570 m Gesamtlänge die zweitlängste Eisenbahnüberführung Sachsens, eisenbahngeschichtlich, ortsentwicklungsgeschichtlich und baugeschichtlich von Bedeutung | 09297474 |
|                                         | LVB; Straßenbahnhof Möckern | Möckern (Karte)                                                | 1905–1909 (Straßenbahndepot) | Dienstgebäude des Straßenbahnhofes Möckern der Großen Leipziger Straßenbahn | 09297590 |
| Direkt Bild zu diesem Denkmal hochladen | Historische Straßenbahnfahrzeuge Leipzig (Sachgesamtheit)                                                                                          | Möckern (Karte)                                                | 1959 (Straßenbahn) | Einzeldenkmal o. g. Sachgesamtheit: Historischer Straßenbahnwagen der Leipziger Fahrzeugsammlung: Beiwagen 483 (Typ 64, Bauart B 57 E) (siehe auch Sachgesamtheitsdokument Obj. 09303422, gleiche Anschrift); in Leipzig eingesetzt seit 1971 | 09299135 |
| Weitere Bilder                          | Historische Straßenbahnfahrzeuge Leipzig (Sachgesamtheit)                                                                                          | Möckern                                                        | 1910 (Straßenbahn) | Einzeldenkmal o. g. Sachgesamtheit: Historischer Straßenbahnwagen der Leipziger Fahrzeugsammlung: Triebwagen 1378 (Typ 24a) (siehe auch Sachgesamtheitsdokument Obj. 09303422, gleiche Anschrift) | 09299118 |
|                                         | Historische Straßenbahnfahrzeuge Leipzig (Sachgesamtheit)                                                                                          | Möckern                                                        | 1872 (Straßenbahn) | Einzeldenkmal o. g. Sachgesamtheit: Historischer Straßenbahnwagen der Leipziger Fahrzeugsammlung: Perambulator (Typ 1) (siehe auch Sachgesamtheitsdokument Obj. 09303422, gleiche Anschrift) | 09299143 |
|                                         | Historische Straßenbahnfahrzeuge Leipzig (Sachgesamtheit)                                                                                          | Möckern                                                        | 1960 (Straßenbahn) | Einzeldenkmal o. g. Sachgesamtheit: Historischer Straßenbahnwagen der Leipziger Fahrzeugsammlung: Kranlore 5705 (siehe auch Sachgesamtheitsdokument Obj. 09303422, gleiche Anschrift) | 09299142 |
| Direkt Bild zu diesem Denkmal hochladen | Historische Straßenbahnfahrzeuge Leipzig (Sachgesamtheit)                                                                                          | Möckern                                                        | 1949 (Straßenbahn) | Einzeldenkmal o. g. Sachgesamtheit: Historischer Straßenbahnwagen der Leipziger Fahrzeugsammlung: Muldenkipplore 5590 (siehe auch Sachgesamtheitsdokument Obj. 09303422, gleiche Anschrift) | 09299141 |
|                                         | Historische Straßenbahnfahrzeuge Leipzig (Sachgesamtheit)                                                                                          | Möckern                                                        | 1968 (Straßenbahn) | Einzeldenkmal o. g. Sachgesamtheit: Historischer Straßenbahnwagen der Leipziger Fahrzeugsammlung: Schienenschleifwagen 5091 (siehe auch Sachgesamtheitsdokument Obj. 09303422, gleiche Anschrift) | 09299140 |
| Direkt Bild zu diesem Denkmal hochladen | Historische Straßenbahnfahrzeuge Leipzig (Sachgesamtheit)                                                                                          | Möckern                                                        | 1958 (Straßenbahn) | Einzeldenkmal o. g. Sachgesamtheit: Historischer Straßenbahnwagen der Leipziger Fahrzeugsammlung: Turmwagen 5060 (siehe auch Sachgesamtheitsdokument Obj. 09303422, gleiche Anschrift) | 09299139 |
|                                         | Historische Straßenbahnfahrzeuge Leipzig (Sachgesamtheit)                                                                                          | Möckern                                                        | um 1926 (Straßenbahn) | Einzeldenkmal o. g. Sachgesamtheit: Historischer Straßenbahnwagen der Leipziger Fahrzeugsammlung: Fahrkartenverkaufswagen 5640 (siehe auch Sachgesamtheitsdokument Obj. 09303422, gleiche Anschrift) | 09299138 |
| Direkt Bild zu diesem Denkmal hochladen | Historische Straßenbahnfahrzeuge Leipzig (Sachgesamtheit)                                                                                          | Möckern                                                        | 1971 (Straßenbahn) | Einzeldenkmal o. g. Sachgesamtheit: Historischer Straßenbahnwagen der Leipziger Fahrzeugsammlung: Beiwagen 830 (Typ 66, Bauart BE 70) (siehe auch Sachgesamtheitsdokument Obj. 09303422, gleiche Anschrift) | 09299137 |
| Direkt Bild zu diesem Denkmal hochladen | Historische Straßenbahnfahrzeuge Leipzig (Sachgesamtheit)                                                                                          | Möckern                                                        | 1969 (Straßenbahn) | Einzeldenkmal o. g. Sachgesamtheit: Historischer Straßenbahnwagen der Leipziger Fahrzeugsammlung: Beiwagen 520 (Typ 65, Bauart B4D) (siehe auch Sachgesamtheitsdokument Obj. 09303422, gleiche Anschrift) | 09299136 |
|                                         | Historische Straßenbahnfahrzeuge Leipzig (Sachgesamtheit)                                                                                          | Möckern (Karte)                                                | 1951 (Straßenbahn) | Einzeldenkmal o. g. Sachgesamtheit: Historischer Straßenbahnwagen der Leipziger Fahrzeugsammlung: Beiwagen 803 (Typ 62, Bauart EB 50) (siehe auch Sachgesamtheitsdokument Obj. 09303422, gleiche Anschrift) | 09299134 |
|                                         | Historische Straßenbahnfahrzeuge Leipzig (Sachgesamtheit)                                                                                          | Möckern                                                        | 1928 (Straßenbahn) | Einzeldenkmal o. g. Sachgesamtheit: Historischer Straßenbahnwagen der Leipziger Fahrzeugsammlung: Beiwagen 2012 (Typ 61) (siehe auch Sachgesamtheitsdokument Obj. 09303422, gleiche Anschrift) | 09299133 |
| Direkt Bild zu diesem Denkmal hochladen | Historische Straßenbahnfahrzeuge Leipzig (Sachgesamtheit)                                                                                          | Möckern                                                        | 1913 (Straßenbahn) | Einzeldenkmal o. g. Sachgesamtheit: Historischer Straßenbahnwagen der Leipziger Fahrzeugsammlung: Beiwagen 134 (Typ 58) (siehe auch Sachgesamtheitsdokument Obj. 09303422, gleiche Anschrift) | 09299132 |
| Direkt Bild zu diesem Denkmal hochladen | Historische Straßenbahnfahrzeuge Leipzig (Sachgesamtheit)                                                                                          | Möckern                                                        | 1926 (Straßenbahn) | Einzeldenkmal o. g. Sachgesamtheit: Historischer Straßenbahnwagen der Leipziger Fahrzeugsammlung: Beiwagen 2002 (Typ 57) (siehe auch Sachgesamtheitsdokument Obj. 09303422, gleiche Anschrift); gehörte zu den ersten Niederflur-Dreiwagenzügen in Deutschland | 09299131 |
| Direkt Bild zu diesem Denkmal hochladen | Historische Straßenbahnfahrzeuge Leipzig (Sachgesamtheit)                                                                                          | Möckern                                                        | 1925 (Straßenbahn) | Einzeldenkmal o. g. Sachgesamtheit: Historischer Straßenbahnwagen der Leipziger Fahrzeugsammlung: Beiwagen 608 (Typ 56) (siehe auch Sachgesamtheitsdokument Obj. 09303422, gleiche Anschrift) | 09299130 |
| Weitere Bilder                          | Historische Straßenbahnfahrzeuge Leipzig (Sachgesamtheit)                                                                                          | Möckern                                                        | 1912 (Straßenbahn) | Einzeldenkmal o. g. Sachgesamtheit: Historischer Straßenbahnwagen der Leipziger Fahrzeugsammlung: Beiwagen 341 (Typ 55) (siehe auch Sachgesamtheitsdokument Obj. 09303422, gleiche Anschrift) | 09299129 |
| Weitere Bilder                          | Historische Straßenbahnfahrzeuge Leipzig (Sachgesamtheit)                                                                                          | Möckern                                                        | 1911, Beiwagen (Straßenbahn) | Einzeldenkmal o. g. Sachgesamtheit: Historischer Straßenbahnwagen der Leipziger Fahrzeugsammlung: Beiwagen 305 (Typ 55) (siehe auch Sachgesamtheitsdokument Obj. 09303422, gleiche Anschrift) | 09299128 |
| Weitere Bilder                          | Historische Straßenbahnfahrzeuge Leipzig (Sachgesamtheit)                                                                                          | Möckern                                                        | 1896 (Straßenbahn) | Einzeldenkmal o. g. Sachgesamtheit: Historischer Straßenbahnwagen der Leipziger Fahrzeugsammlung: Beiwagen 86 (Typ 53) (siehe auch Sachgesamtheitsdokument Obj. 09303422, gleiche Anschrift) | 09299127 |
| Direkt Bild zu diesem Denkmal hochladen | Historische Straßenbahnfahrzeuge Leipzig (Sachgesamtheit)                                                                                          | Möckern                                                        | 1913 (Straßenbahn) | Einzeldenkmal o. g. Sachgesamtheit: Historischer Straßenbahnwagen der Leipziger Fahrzeugsammlung: Beiwagen 751 (Typ 52), in Betrieb 1913–1953 (siehe auch Sachgesamtheitsdokument Obj. 09303422, gleiche Anschrift) | 09299126 |
| Direkt Bild zu diesem Denkmal hochladen | Historische Straßenbahnfahrzeuge Leipzig (Sachgesamtheit)                                                                                          | Möckern                                                        | 1907 (Straßenbahn) | Einzeldenkmal o. g. Sachgesamtheit: Historischer Straßenbahnwagen der Leipziger Fahrzeugsammlung: Beiwagen 183 (Typ 51) (siehe auch Sachgesamtheitsdokument Obj. 09303422, gleiche Anschrift) | 09299125 |
| Weitere Bilder                          | Historische Straßenbahnfahrzeuge Leipzig (Sachgesamtheit)                                                                                          | Möckern                                                        | 1969 (Straßenbahn) | Einzeldenkmal o. g. Sachgesamtheit: Historischer Straßenbahnwagen der Leipziger Fahrzeugsammlung: Triebwagen 1602 (Typ 33 / Bauart T4D) (siehe auch Sachgesamtheitsdokument Obj. 09303422, gleiche Anschrift) | 09299124 |
| Weitere Bilder                          | Historische Straßenbahnfahrzeuge Leipzig (Sachgesamtheit)                                                                                          | Möckern                                                        | 1967 (Straßenbahn) | Einzeldenkmal o. g. Sachgesamtheit: Historischer Straßenbahnwagen der Leipziger Fahrzeugsammlung: Triebwagen 1206 (Typ 32 / Bauart G 4) (siehe auch Sachgesamtheitsdokument Obj. 09303422, gleiche Anschrift) | 09299123 |
|                                         | Historische Straßenbahnfahrzeuge Leipzig (Sachgesamtheit)                                                                                          | Möckern                                                        | 1959 (Straßenbahn) | Einzeldenkmal o. g. Sachgesamtheit: Historischer Straßenbahnwagen der Leipziger Fahrzeugsammlung: Triebwagen 1332 (Typ 31) (siehe auch Sachgesamtheitsdokument Obj. 09303422, gleiche Anschrift) | 09299122 |
| Weitere Bilder                          | Historische Straßenbahnfahrzeuge Leipzig (Sachgesamtheit)                                                                                          | Möckern                                                        | 1951 (Straßenbahn) | Einzeldenkmal o. g. Sachgesamtheit: Historischer Straßenbahnwagen der Leipziger Fahrzeugsammlung: Triebwagen 1601 (Typ 30), im Liniendienst 1951–1971 (siehe auch Sachgesamtheitsdokument Obj. 09303422, gleiche Anschrift) | 09299121 |
|                                         | Historische Straßenbahnfahrzeuge Leipzig (Sachgesamtheit)                                                                                          | Möckern                                                        | 1930 (Straßenbahn) | Einzeldenkmal o. g. Sachgesamtheit: Historischer Straßenbahnwagen der Leipziger Fahrzeugsammlung: Triebwagen 1043 (Typ 29) (siehe auch Sachgesamtheitsdokument Obj. 09303422, gleiche Anschrift) | 09299120 |
|                                         | Historische Straßenbahnfahrzeuge Leipzig (Sachgesamtheit)                                                                                          | Möckern                                                        | 1913 (Straßenbahn) | Einzeldenkmal o. g. Sachgesamtheit: Historischer Straßenbahnwagen der Leipziger Fahrzeugsammlung: Triebwagen 981 (Typ 27/Typ 13) (siehe auch Sachgesamtheitsdokument Obj. 09303422, gleiche Anschrift) | 09299119 |
| Weitere Bilder                          | Historische Straßenbahnfahrzeuge Leipzig (Sachgesamtheit)                                                                                          | Möckern                                                        | 1910 (Straßenbahn) | Einzeldenkmal o. g. Sachgesamtheit: Historischer Straßenbahnwagen der Leipziger Fahrzeugsammlung: Triebwagen 20 (Typ 24) (siehe auch Sachgesamtheitsdokument Obj. 09303422, gleiche Anschrift) | 09299117 |
| Direkt Bild zu diesem Denkmal hochladen | Historische Straßenbahnfahrzeuge Leipzig (Sachgesamtheit)                                                                                          | Möckern                                                        | 1926 (Straßenbahn) | Einzeldenkmal o. g. Sachgesamtheit: Historischer Straßenbahnwagen der Leipziger Fahrzeugsammlung: Triebwagen 1376 (Typ 23) (siehe auch Sachgesamtheitsdokument Obj. 09303422, gleiche Anschrift) | 09299116 |
|                                         | Historische Straßenbahnfahrzeuge Leipzig (Sachgesamtheit)                                                                                          | Möckern                                                        | 1925 (Straßenbahn) | Einzeldenkmal o. g. Sachgesamtheit: Historischer Straßenbahnwagen der Leipziger Fahrzeugsammlung: Triebwagen 1464 (Typ 22s) (siehe auch Sachgesamtheitsdokument Obj. 09303422, gleiche Anschrift) | 09299115 |
| Direkt Bild zu diesem Denkmal hochladen | Historische Straßenbahnfahrzeuge Leipzig (Sachgesamtheit)                                                                                          | Möckern                                                        | 1925 (Straßenbahn) | Einzeldenkmal o. g. Sachgesamtheit: Historischer Straßenbahnwagen der Leipziger Fahrzeugsammlung: Triebwagen 1463 (Typ 22) (siehe auch Sachgesamtheitsdokument Obj. 09303422, gleiche Anschrift) | 09299114 |
| Weitere Bilder                          | Historische Straßenbahnfahrzeuge Leipzig (Sachgesamtheit)                                                                                          | Möckern                                                        | 1913 (Straßenbahn) | Einzeldenkmal o. g. Sachgesamtheit: Historischer Straßenbahnwagen der Leipziger Fahrzeugsammlung: Triebwagen 809 (Typ 20) (siehe auch Sachgesamtheitsdokument Obj. 09303422, gleiche Anschrift) | 09299113 |
| Weitere Bilder                          | Historische Straßenbahnfahrzeuge Leipzig (Sachgesamtheit)                                                                                          | Möckern                                                        | 1907 (Straßenbahn) | Einzeldenkmal o. g. Sachgesamtheit: Historischer Straßenbahnwagen der Leipziger Fahrzeugsammlung: Triebwagen 506 (Typ 17) (siehe auch Sachgesamtheitsdokument Obj. 09303422, gleiche Anschrift) | 09299112 |
| Weitere Bilder                          | Historische Straßenbahnfahrzeuge Leipzig (Sachgesamtheit)                                                                                          | Möckern                                                        | 1911 (Straßenbahn) | Einzeldenkmal o. g. Sachgesamtheit: Historischer Straßenbahnwagen der Leipziger Fahrzeugsammlung: Triebwagen 257 (Typ 16) (siehe auch Sachgesamtheitsdokument Obj. 09303422, gleiche Anschrift) | 09299111 |
| Weitere Bilder                          | Historische Straßenbahnfahrzeuge Leipzig (Sachgesamtheit)                                                                                          | Möckern                                                        | 1900 (Straßenbahn) | Einzeldenkmal o. g. Sachgesamtheit: Historischer Straßenbahnwagen der Leipziger Fahrzeugsammlung: Triebwagen 179 (Typ 15) (siehe auch Sachgesamtheitsdokument Obj. 09303422, gleiche Anschrift) | 09299110 |
| Weitere Bilder                          | Historische Straßenbahnfahrzeuge Leipzig (Sachgesamtheit)                                                                                          | Möckern                                                        | 1896 (Straßenbahn) | Einzeldenkmal o. g. Sachgesamtheit: Historischer Straßenbahnwagen der Leipziger Fahrzeugsammlung: Triebwagen 64 (Typ 14) (siehe auch Sachgesamtheitsdokument Obj. 09303422, gleiche Anschrift) | 09299109 |
| Weitere Bilder                          | Historische Straßenbahnfahrzeuge Leipzig (Sachgesamtheit)                                                                                          | Möckern                                                        | 1906 (Straßenbahn) | Einzeldenkmal o. g. Sachgesamtheit: Historischer Straßenbahnwagen der Leipziger Fahrzeugsammlung: Triebwagen 500 (Typ 13), im Liniendienst 1913–1932 (siehe auch Sachgesamtheitsdokument Obj. 09303422, gleiche Anschrift) | 09299108 |
| Weitere Bilder                          | Historische Straßenbahnfahrzeuge Leipzig (Sachgesamtheit)                                                                                          | Möckern                                                        | 1897 (Straßenbahn) | Einzeldenkmal o. g. Sachgesamtheit: Historischer Straßenbahnwagen der Leipziger Fahrzeugsammlung: Triebwagen 349 (Typ 11/12), zweitältester Leipziger Straßenbahnwagen (siehe auch Sachgesamtheitsdokument Obj. 09303422, gleiche Anschrift) | 09299107 |
| Weitere Bilder                          | Historische Straßenbahnfahrzeuge Leipzig (Sachgesamtheit)                                                                                          | Möckern                                                        | 1896 (Straßenbahn) | Einzeldenkmal o. g. Sachgesamtheit: Historischer Straßenbahnwagen der Leipziger Fahrzeugsammlung: Triebwagen 308 (Typ 10) (siehe auch Sachgesamtheitsdokument Obj. 09303422, gleiche Anschrift) | 09299106 |
|                                         | Historische Straßenbahnfahrzeuge Leipzig (Sachgesamtheit)                                                                                          | Möckern                                                        | 1908 (Straßenbahn) | Einzeldenkmal o. g. Sachgesamtheit: Historischer Straßenbahnwagen der Leipziger Fahrzeugsammlung: Pferdebahnwagen 95 (Typ 3) (siehe auch Sachgesamtheitsdokument Obj. 09303422, gleiche Anschrift) | 09299105 |
|                                         | Historische Straßenbahnfahrzeuge Leipzig (Sachgesamtheit)                                                                                          | Möckern (Karte)                                                | 1908 (Straßenbahn); 1872–1971 (Pferdebahn) | Sachgesamtheit Historische Straßenbahnfahrzeuge Leipzig bestehend aus den Einzeldenkmalen: Obj. 09299118 Triebwagen 1378 (Typ 24a), Obj. 09299143 Perambulator (Typ 1), Obj. 09299142 Kranlore 5705, Obj. 09299141 Muldenkipplore 5590, Obj. 09299140 Schienenschleifwagen 5091, Obj. 09299139 Turmwagen 5060, Obj. 09299138 Fahrkartenverkaufswagen 5640, Obj. 09299137 Beiwagen 830 (Typ 66, Bauart BE 70), Obj. 09299136 Beiwagen 520 (Typ 65, Bauart B4D), Obj. 09299134 Beiwagen 803 (Typ 62, Bauart EB 50), Obj. 09299133 Beiwagen 2012 (Typ 61), Obj. 09299132 Beiwagen 134 (Typ 58), Obj. 09299131 Beiwagen 2002 (Typ 57), Obj. 09299130 Beiwagen 608 (typ 56), Obj. 09299129 Beiwagen 341 (Typ 55), Obj. 09299128 Beiwagen 305 (Typ 55), Obj. 09299127 Beiwagen 86 (Typ 53), Obj. 09299126 Beiwagen 751 (Typ 52), Obj. 09299125 Beiwagen 182 (Typ 51), Obj. 09299124 Triebwagen 1602 (Typ 33/Bauart T4D), Obj. 09299123 Triebwagen 1206 (Typ 32/Bauart G4), Obj. 09299122 Triebwagen 1332 (Typ 31), Obj. 09299121 Triebwagen 1601 (Typ 30), Obj. 09299120 Triebwagen 1043 (Typ 29), Obj. 09299119 Triebwagen 981 (Typ 27/Typ 13), Obj. 09299117 Triebwagen 20 (Typ 24), Obj. 09299116 Triebwagen 1376 (Typ 23), Obj 09299115 Triebwagen 1464 (Typ 22s), Obj. 09299114 Triebwagen 1463 (Typ 22), Obj. 09299113 Triebwagen 809 (Typ 20), Obj. 09299112 Triebwagen 506 (Typ 17), Obj. 09299111 Triebwagen 257 (Typ 16), Obj. 09299110 Triebwagen 179 (Typ 15), Obj. 09299109 Triebwagen 64 (Typ 14), Obj. 09299108 Triebwagen 500 (Typ 13), Obj. 09299107 Triebwagen 349 (Typ 11/12), Obj. 09299106 Triebwagen 308 (Typ 10), Obj. 09299135 Beiwagen 483 (Typ 64, Bauart B 57 E), Obj. 09299105 Pferdebahnwagen 95 (Typ 3); verkehrsgeschichtliche Bedeutung | 09303422 |
|                                         | Garnisonsverwaltung; Proviantamt; Trainkaserne Nr. 19; Kasernengelände; Löwenbäckerei; Zollamt                                                     | Möckern (Karte)                                                | 1880–1900 (Kaserne); 1939 (Silo) | Ehemaliges Kasernengelände und Bäckerei mit Siloanlagen, zwei Toreinfahrten und Eisentor der Einfriedung; Gebäude II/01, II/02, II/03, II/04, II/05 mit Übergang zu 06, II/06 mit Übergang zu 07, II/07, II/08, II/12 sowie die straßenseitig gelegenen zwei Gebäude des Zollschutzamtes und III/03, III/13, III/14, III/17, III/18 (neue Gebäudenummern auf dem Grundstück Nr. 3: 19, 20, 24, 29, 36, 40, 41) | 09261912 |
| Weitere Bilder                          | Wasserturm Möckern II | Möckern (Karte)                                                | 1903 (Wasserturm) | Wasserturm; mit 375 m³ Fassungsvermögen, Klinkerbau, daneben Wasserturm Möckern I von 1896 | 09297763 |
| Weitere Bilder                          | Wasserturm Möckern I | Möckern (Karte)                                                | 1896 (Wasserversorgungs- und Abwasseranlage) | Wasserturm, mit Einfriedung; (gelbe Klinkerbauten mit Sandsteingliederung; 350 m³; linker Wasserturm daneben Wasserturm Möckern II) | 09263983 |
| Weitere Bilder                          | Entlüftungsturm | Möckern (Karte)                                                | wohl um 1960 (Wasserversorgungs- und Abwasseranlage) | Entlüftungsturm der ehemaligen Klärschlammanlage auf Podelwitzer Flur; diente der Schlammweiterbehandlung, der aus der Kläranlage Rosental hierher in einer Rohrleitung gebracht wurde | 09297605 |
|                                         | Transformatorenturm | Mölkau                                                         | um 1920 (Transformatorenstation) | mit strebepfeilerartigen Verstärkungen im Sockelbereich, ortsbildprägend, technikgeschichtlich interessant | 08970703 |
|                                         | Matratzenfabrik Alfred Hüttner | Mölkau                                                         | 1920 (Fabrikhalle) | Kleinere Shedhalle in offener Bebauung; Fabrikbau mit gestalteter Klinkerfassade (Lisenengliederung, Mittelbetonung durch Dreiecksgiebel mit Kugelbekrönung), industriegeschichtlich von regionalem Interesse, im Wesentlichen original erhalten | 08970493 |
|                                         | Fa. Gutlerbet & Co. | Mölkau                                                         | 1911 (Fabrik) | Fabrikgebäude, Vorgarten und eiserne Einfriedung seitlich zu Nr. 7 sowie Hofgebäude; dreigeschossiger langgestreckter Baukörper, Klinkerfassade mit turmartiger Ausbildung der Ecke, industriegeschichtlich von regionalem Interesse, architektonisch ansprechende Gestaltung | 08970495 |
|                                         | Maschinenfabrik und Eisengießerei Rudolph Herrmann                                                                                                 | Mölkau                                                         | 1913/1914 (Fabrik) | Fabrikanlage bestehend aus Maschinenhalle (Halle 1), der Gießhalle mit dem als Kopfbau ausgeprägten Verwaltungs- und Modellbau (Gebäude 6, Klinkerfassade mit Lisenengliederung, Kopfbau mit Putzspiegeln), dem Verwaltungsgebäude und dem Kohlebunker (Klinkerbau mit Turmanbau); industriegeschichtlich von regionalem Interesse, weitgehend originaler Erhaltungszustand, im Straßenbild dominierend, architektonisch qualitätvoll gestalteter Industriebau | 08970492 |
|                                         | Transformatorenhäuschen | Mölkau                                                         | 1910 (Transformatorenstation) | mit Putzfassade, Technisches Denkmal am Mölkauer Dorfplatz, auf dem Grundstück 5 | 08970484 |
| Weitere Bilder                          | Triumphatorwerk | Mölkau                                                         | um 1920 (Fassade) | Fassade des ehemaligen Triumphatorwerkes entlang der Sommerfelder Straße und Giebel; straßenbildprägender Bestandteil einer ehemaligen Fabrikanlage | 08970494 |
|                                         | Deutsche Bahn AG; Bahnhof Leipzig-Mölkau; Haltepunkt Leipzig-Zweinaundorf                                                                          | Mölkau                                                         | Ende 19. Jahrhundert (Empfangsgebäude) | Bahnhofempfangsgebäude; Putzbau, Satteldach, Denkmal der Verkehrsgeschichte | 08970383 |
| Weitere Bilder                          | Plagwitz–Lindenauer Industriebahn (Sachgesamtheit)                                                                                                 | Neulindenau (Karte)                                            | 1906 und älter (Eisenbahnanlage); Ausbau 1933–1938 (Eisenbahnanlage) | Sachgesamtheitsbestandteil der Sachgesamtheit Plagwitz–Lindenauer Industriebahn: Gleisanlagen bzw. Verlauf der Industriegleise (als Sachgesamtheitsteile) (siehe auch Sachgesamtheitsliste, OT Plagwitz Obj. 09262777); eine Anschlussbahn in den Ortsteilen Lindenau, Neulindenau, Plagwitz und Schönau, die mit der industriellen Entwicklung und besonders mit dem Karl-Heine-Kanal und dem Ausbau des Leipziger Hafens in Verbindung stehen, ortsentwicklungsgeschichtlich und technikgeschichtlich von Bedeutung | 09305232 |
| Weitere Bilder                          | Karl-Heine-Kanal (Sachgesamtheit) | Neulindenau (Karte)                                            | 1856–1864 (Kanal) | Sachgesamtheitsbestandteil Karl-Heine-Kanal: Kanal und Uferbefestigungen (als Sachgesamtheitsteile) (siehe auch Sachgesamtheitsliste, OT Plagwitz Obj. 09290819); künstlich angelegte Wasserstraße, von zahlreichen Brücken überspannt, initiiert von Dr. Karl Heine (1819–1888), Fabrikant und Politiker, Schöpfer der Leipziger Westvorstadt, ortshistorische und technikgeschichtliche Bedeutung | 09305325 |
|                                         | Bahnhof Leipzig-Plagwitz; Stellwerk B 3 | Neulindenau (Karte)                                            | um 1900 (Stellwerk) | Stellwerk B 3; Klinkerbau mit Klinkergliederungen, verkehrsgeschichtlich von Bedeutung | 09306096 |
| Weitere Bilder                          | Leipziger Baumwollspinnerei (Sachgesamtheit) | Neulindenau (Karte)                                            | vor 1900 (Fabrikgebäude) | Einzeldenkmal o. g. Sachgesamtheit: drei Fabrikgebäude einer Textilfabrik, mit Einfriedungsmauer entlang der Straße (siehe auch Sachgesamtheitsdokument Obj. 09305252, Spinnereistraße 7); zeittypische Ziegelbauten, ortsgeschichtlich von Bedeutung | 09292556 |
|                                         | Mörtelwerk Karl Heine (ehem.); auch Mörtelwerk der Leipziger Westend-Baugesellschaft; heute Kanal 28 Café                                          | Neulindenau (Karte)                                            | 1890 (Mörtelwerk und Kontorgebäude); 1896 (Motorwagen- und Schuppengebäude sowie Schmiede); 1911 (Lokinstandhaltung)                                                                                                  | Ehemalige Mörtelfabrik (Nr. 28) am Karl-Heine-Kanal, mit Nebengebäude (Nr. 30, ehemals Schmiede und Schlosserei des Mörtelwerkes) und die beiden Brückenköpfe mit dazwischenliegender Durchfahrt sowie das Werkstatt- und Nebengebäude der ehemaligen Lokinstandhaltung, ferner Pflasterung und Gleise des ehemaligen Schienennetzes; einzigartiger Werkskomplex als Bestandteil des Plagwitzer Entwicklungskonzeptes von Dr. Karl Heine, Klinkerfassaden, zum Teil Fachwerkkonstruktion, zur winkelförmigen Fabrikanlage gehören u. a. Pferdeställe, Schmiede, Schlosserei, Kontorräume, Bedeutung für die sächsische Industriegeschichte und die Stadtteilentwicklung, Wert für die Volksbildung | 09297310 |
|                                         | Werkzeugfabrik für Holzbearbeitungsmaschinen Franz Bülow, vorm. Serra & Bülow (ehem.)                                                              | Neulindenau (Karte)                                            | 1910 (Fabrikgebäude) | Fabrikgebäude mit Werkhalle und Schornstein sowie Kontor- und Direktorenwohnhaus, dazu Toreinfahrt; Putzfassade mit Klinkergliederung, Werkhalle mit Oberlichten, Toreinfahrt mit zwei gusseisernen Einfahrtpfeilern, ortsgeschichtlich und technikgeschichtlich von Bedeutung | 09262784 |
|                                         | Geschäftsbücherfabrik Messerschmidt & Falk (ehem.); später Schaubek-Verlag                                                                         | Neulindenau (Karte)                                            | um 1915 (Fabrik) | Produktions- und Verwaltungsgebäude (mit drei Hausnummern) einer Papierfabrik; Klinkerfassade, Mansarddach mit Uhrtürmchen, ortsgeschichtlich von Bedeutung | 09262083 |
| Weitere Bilder                          | Luisenbrücke | Neulindenau (Karte)                                            | 1898 (Straßenbrücke) | Straßenbrücke über den Karl-Heine-Kanal; dreibogige Naturstein- und Klinkerbrücke, durch spätere Verbreiterung teils stark in der Originalsubstanz gestört, allerdings konstruktive Besonderheit des Zonengewölbes weiterhin erfahrbar, stadtentwicklungsgeschichtlich und baugeschichtlich von Bedeutung | 09261629 |
| Weitere Bilder                          | LVB; Zentralwerkstatt; Straßenbahnhof Lindenau; heute Bushof Lindenau                                                                              | Neulindenau (Karte)                                            | 1899 (Straßenbahndepot); 1907–1908 (Straßenbahndepot); 1913–1914 (Straßenbahndepot); 1899–1900 (Kraftwerk) | Straßenbahndepot mit Verwaltungsgebäude (Anschrift: Lützner Straße 125), Depothallen, Werkstätten und altem Kraftwerk (ehemals Gaswerk, Anschrift: Saalfelder Straße 8b), Einfriedung und Pflasterung; Straßenbahndepot der Großen Leipziger Straßenbahn, heute Bushof der Leipziger Verkehrsbetriebe, ehemals auch Pförtnergebäude und weitere Werkhalle mit Anbau am Eisenbahngleis, Gebäude meist mit gelben Klinkerfassaden, siehe auch unter Saalfelder Straße 8, ortsgeschichtlich und technikgeschichtlich von Bedeutung | 09261616 |
|                                         | Linienverzweiger der Deutschen Reichspost | Neulindenau (Karte)                                            | um 1925; Linienverzweiger (Kabelverzweiger) | Linienverzweigergehäuse für Telefonanschlüsse; in Nähe Saalfelder Straße 19 und Lützner Straße 166, typisiertes Metallgehäuse, technikgeschichtlich von Bedeutung, Seltenheits- und Dokumentationswert | 09304374 |
|                                         | Lackfabrik Gebr. Galleh (ehem.); später Leipziger Baumwollspinnerei                                                                                | Neulindenau (Karte)                                            | 1883 (Fabrik) | Fabrikgebäude in offener Bebauung und in Ecklage und historische Leuchtwerbung; zeittypische Klinkerfassade, siehe auch Saalfelder Straße 1a, ortsgeschichtlich von Bedeutung | 09262084 |
| Direkt Bild zu diesem Denkmal hochladen | Hutformenbau Herrmann | Neulindenau                                                    | um 1900; Werkzeuge, Maschinen des Hutformenbaus (Technische Ausstattung) | Ausstattung der Werkstatt eines Hutformmachers (Maschinen, Werkzeuge, Hilfsmittel); technikgeschichtlich von Bedeutung, Seltenheitswert in Europa | 09286283 |
| Weitere Bilder                          | Leipziger Baumwollspinnerei (Sachgesamtheit) | Neulindenau (Karte)                                            | nach 1890 (Fabrikanlage); bezeichnet 1906 (Fabrikanlage) | Sachgesamtheit Leipziger Baumwollspinnerei, mit den Einzeldenkmalen: Fabrikantenvilla, Verwaltungsgebäude und mehrere Werkhallen, Einfriedung mit Toreinfahrt sowie Schornstein einer Textilfabrik (siehe Einzeldenkmalliste Obj. 09292717, Spinnereistraße 7) sowie drei Fabrikgebäude mit Einfriedungsmauer (siehe Einzeldenkmalliste Obj. 09292556, Alte Salzstraße 2–6), Parkanlage der Fabrikantenvilla (Gartendenkmal), weiterhin mit den Sachgesamtheitsteilen: Gelände mit Eisenbahngleisen und historischem Pflaster sowie weitere Fabrikbauten; Anlage der Leipziger Baumwollspinnerei im Quartier Thüringer Straße, Alte Salzstraße, Saarländer Straße und Spinnereistraße, vorwiegend Klinkerbauten, das Heizhaus Ende 2003 abgebrochen, siehe auch gegenüber liegende Betriebs-Kleingartensparte und Kindergarten sowie Arbeitermietshäuser an der Thüringer Straße, eindrucksvoller Fabrikkomplex von überörtlicher Bedeutung, Geschichts- und Dokumentationswert, Wert für die Volksbildung | 09305252 |
| Weitere Bilder                          | Grohmann & Frosch (ehem.); Stahlbauanstalt Eisenhochbau Leipzig-Lindenau (ehem.); VEB Schwermaschinenbau S. M. Kirow Leipzig (ehem.); Kirow-Werk   | Neulindenau (Karte)                                            | um 1920 (Verwaltungsgebäude); um 1920 (Kesselhaus); um 1900, Halle Nr. 1 (Fabrikgebäude); um 1940, Hofüberdachung (Fabrikgebäude); um 1930, Hallen Nr. 4 und 8 (Fabrikgebäude)                                        | Fabrikanlage einer Stahlbauanstalt und späteren Maschinenfabrik, bestehend aus: Verwaltungsgebäude (Nr. 11b und 13, mit Pförtnerhaus und Eisenbahndurchfahrt), Kesselhaus einschließlich erhaltener (technischer) Ausstattung, Produktionshalle 1 mit überdachtem Hof einschließlich Einschienen-Hängebahn und Hofpflasterung, Produktionshalle 2 mit Überdachung am Nordgiebel und westlicher Laufbahn eines Brückenkrans, Produktionshalle 4, Produktionshalle 5 mit Laufbahnen zweier Brückenkrane, Produktionshalle 7 einschließlich Demag-Brückenkran, nordöstlichem sowie südlichem Anbau, Produktionshalle 8 mit südöstlichem Treppenaufgang, Produktionshalle 9 und historische Pflasterung der vorgelagerten Spinnereistraße (Gleisanlagen siehe Sachgesamtheit Plagwitz–Lindenauer Industriebahn Obj. 09305232); umfangreich erhaltenes, von Klinkerfassaden geprägtes Ensemble eines bedeutenden Leipziger Stahlbauunternehmens, später zu den bedeutendsten Schwermaschinenbauunternehmen der DDR und den weltweit führenden Kranherstellern gehörig, von nationaler industriegeschichtlicher Bedeutung, daneben aufgrund der konstruktiven Vielfalt des Gebäudebestands von baugeschichtlichem Wert, technische Ausstattungsdetails weiterhin von technikgeschichtlichem Interesse, der Verwaltungsbau mit Eisenbahndurchfahrt besitzt Seltenheitswert | 09291181 |
|                                         | Carl-Wirth-Automobile; Alte Wagenhalle | Neustadt-Neuschönefeld (Karte)                                 | 1889 (Fabrik) | Fabrikgebäude in Ecklage Konradstraße „Carl-Wirth-Automobile“; Klinkerbau, baugeschichtlich und technikgeschichtlich von Bedeutung, akzentsetzender Eckbau zur Konradstraße | 09293582 |
|                                         | Kandelaber vor dem Haupteingang zur Heilig-Kreuz-Kirche                                                                                            | Neustadt-Neuschönefeld (Karte)                                 | | Kandelaber vor dem Haupteingang zur Heilig-Kreuz-Kirche | 09293505 |